# Lee–Enfield
Le Lee–Enfield ou Enfield est un fusil à répétition manuelle à verrou, alimenté par chargeur, qui a été la principale arme d'infanterie des forces armées britanniques, de l'Empire britannique et du Commonwealth au cours de la première moitié du XXe siècle.
Sous différentes variantes, il a connu au total 27 versions, il a été le fusil réglementaire de l'armée britannique de son adoption officielle le 11 novembre 1895 jusqu'en 1957,.
Il résulte d'une amélioration du fusil Lee-Metford (adopté par l'armée britannique en 1888) et remplace les fusils Martini-Henry, Martini-Enfield et Lee–Metford.
Il est doté d'un chargeur de dix cartouches de .303 britannique qui se charge manuellement par le haut, soit cartouche par cartouche, soit par lames-chargeur de cinq coups.
Le Lee-Enfield est le fusil réglementaire de l'infanterie britannique et d'autres nations du Commonwealth pendant la Première et la Seconde Guerre mondiale (l'Australie, la Nouvelle-Zélande, le Canada, l'Inde et l'Afrique du Sud, entre autres). Même s'il est officiellement remplacé au Royaume-Uni par le L1A1 en 1957, il reste en service courant dans l'armée britannique jusqu'au milieu des années 1960. La version tireur d'élite L42 en 7,62 mm reste en service jusque dans les années 1990. 
Il est encore en dotation dans les forces armées de certaines nations du Commonwealth, notamment dans la police du Bangladesh, ce qui en fait le deuxième plus ancien fusil à verrou encore en service officiel, après le Mosin–Nagant. En 2012, les unités de réserve des Rangers de l'armée canadienne de l'Arctique utilisent encore le Lee-Enfield no 4 avec un remplacement planifié pour 2014 ou 2015. La production totale de l'ensemble des fusils Lee–Enfield est estimée à plus de 17 millions.
Le Lee–Enfield tient son nom du concepteur du système de culasse (James Paris Lee) et de l'usine dans laquelle il a été conçu, l'Arsenal royal d'Enfield à Enfield. Le fusil est également dénommé « three-oh-three » (trois-zéro-trois) ou « three-naught-three » (trois-nul-trois), surtout dans le Commonwealth.

## Histoire

### Le Lee-Enfield héritier du Lee-Metford
Le Lee–Enfield est dérivé du fusil Lee–Metford qui l'a précédé, un fusil à poudre noire mécaniquement identique qui combine le système de culasse à verrou conçu par James Paris Lee avec un canon rayé conçu par William Ellis Metford (en). Dans le système Lee, le chien est armé dans la phase de fermeture de la culasse. L'ouverture en est rendue bien plus facile et rapide que dans le système d'armement du chien dans la phase d'ouverture typique du modèle Mauser Gewehr 98 allemand. En 1895, il remplace le Lee-Metford dont le canon ne supporte pas les nouvelles munitions de .303  à la cordite 
Les rampes hélicoïdales montées à l'arrière de la culasse placent le levier d'armement bien plus près de la main du tireur, au niveau de la queue de détente, ce qui permet de l'actionner plus rapidement.
Le fusil est également équipé d'un chargeur détachable à piles imbriquées en feuille d'acier, qui contient dix coups, concept très moderne à cette époque. À l'origine, le chargeur détachable fait l'objet de quelques réticences dans les milieux militaires britanniques, certains craignant que le soldat de base puisse perdre le chargeur en campagne. Les modèles les plus précoces du Lee-Metford et du Lee-Enfield sont dotés d'une courte chaine pour solidariser le chargeur avec le fusil.
La rapidité de mise en œuvre du système de verrou Lee et les dix coups contenus dans le chargeur permettent à un fantassin bien entraîné de tirer 20 à 30 coups en cible en 60 secondes ainsi surnommées la mad minute (minute de folie). Le Lee–Enfield devient de ce fait le fusil à verrou le plus rapide de l'époque. Le record du monde toujours à battre pour un tir avec un fusil à verrou est détenu par un instructeur de tir britannique - le sergent instructeur Snoxall - qui, en 1914, mit 38 coups dans une cible de 300 mm de large (12 pouces) à 270 m (300 yards) en une minute. À l'époque, certains fusils à verrou à rampes droites sont considérés comme plus rapides, mais il leur manque la simplicité, la robustesse et la généreuse capacité du chargeur du Lee–Enfield. De nombreux rapports de la Première Guerre mondiale relatent le fait que des soldats allemands opposées à des troupes britanniques ont cru qu'ils avaient en face d'eux des mitrailleuses alors qu'ils n'avaient qu'une unité de fantassins bien entraînés et armés de fusil à répétition Lee–Enfield Mk III,.
Le Lee-Enfield tire la munition britannique de .303 (7,7 mm), une cartouche grande-puissance à bourrelet et à amorçage Berdan. Des essais avec de la poudre sans fumée dans la cartouche Lee-Metford prouvent qu'une simple adaptation est nécessaire pour passer d'une munition à l'autre. En fait la plus grande chaleur et la plus forte pression générées par la nouvelle poudre sans fumée causent une usure prématurée des rayures arrondies et peu profondes du fusil Metford, le rendant inefficace au-delà de 6 000 coups. Le problème est résolu par des nouvelles rayures plus carrées conçues par le Royal Small Arms Factory (RSAF - Manufacture royale d'armement de petit calibre) d'Enfield. Le Lee-Enfield était né.

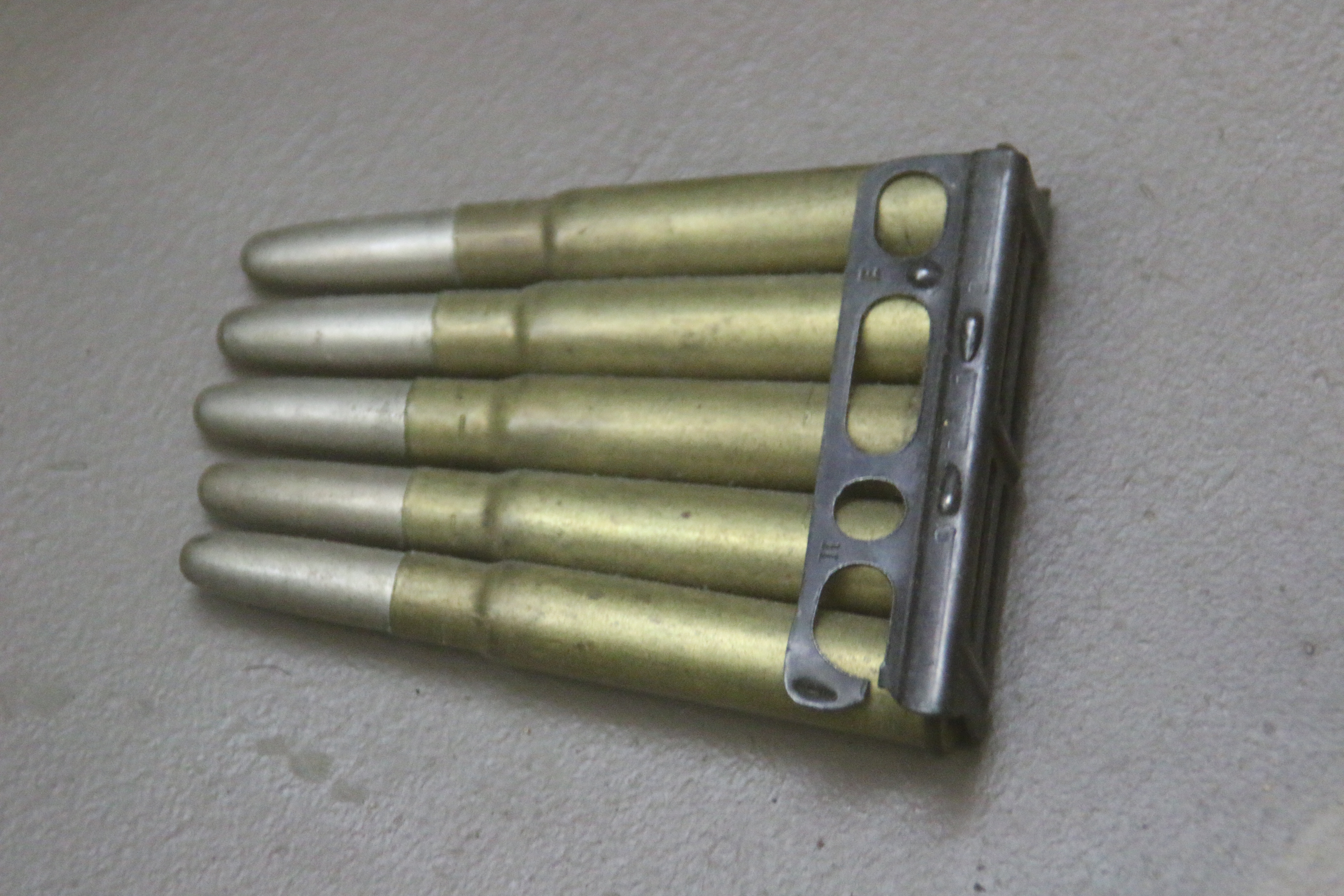
Image no 2 ː Clip de 5 cartouches à bout rond, munition originale de dotation du Lee Enfield

### Modèles/Mk du Fusil Lee–Enfield et périodes de service
| Dénomination réglementaire                     | N° dans la nomenclature | Différence avec le modèle précédent | Année de mise en service |
| ---------------------------------------------- | ----------------------- | --- | ------------------------ |
| Rifle, Magazine, Lee-Enfield                   | Mark I                  | Basé sur le Lee-Metford Mk II *, il en diffère par : - les rayures du canon du modèle Lee ; - le bois crosse-garde-main d'une seule pièce ; - la ligne de mire différente ; - le viseur longue portée ; - le sectionneur de magasin, "cut off". - la tige de nettoyage intégrée.                        | 11 novembre 1895 - 1926  |
| Rifle, Magazine, Lee-Enfield                   | Mark I*                 | Fusil Martini-Henry Mk 3 avec un canon au calibre .303 | 19 mai 1899              |
| Rifle, Magazine, Lee-Enfield                   | Mark I*̈*̈                | Mk 1 sans la tige de nettoyage intégrée | 19 mai 1899              |
| Rifle, Short, Magazine, Lee-Enfield SMLE 1903  | Mark I                  | Compromis entre fusil et carabine en vue d'une standardisation. Prévu pour être introduit en juillet 1903, elle est repoussée au 14 septembre pour deux modifications mineures. (cf. chapitre) | 1er juillet 1903-1926    |
| Rifle, Short, Magazine, Lee-Enfield            | Mark I*                 | Diffère du Mk I par : - une plaque de couche en acier avec une trappe pour mettre un lavoir à ficelle et une burette d'huile ; - un nouveau chargeur no 2 ; - une vis pour le percuteur qui permet le démontage avec une pièce de monnaie. - Certaines pièces trop anguleuses sont adoucies par limage. | 2 juillet 1906-1926      |
| Rifle, Short, Magazine, Lee-Enfield Converted  | Mark I* Conv.           | Mise à niveau du Lee-Metford Mk I* avec : - nouvelle ligne de mire ; - canon plus court et plus léger ; - approvisionnement par chargeur ; Déclarée obsolète dès la présérie. | 6 novembre 1903          |
| Rifle, Short, Magazine, Lee-Enfield Converted  | Mark ii Conv.           | Mise à niveau des Mk I et Mk I * et des Lee-Metford Mk II et II * avec : - nouvelle ligne de mire ; - canon plus court et plus léger ; - approvisionnement par chargeur. | 1903-1927                |
| Rifle, Short, Magazine, Lee-Enfield Converted  | Mark ii * Conv.         | Mk II avec une crosse qui permet un battant rotatif, une trappe dans la plaque de couche et la mise en place du chargeur no 2 | 1906                     |
| Rifle, Short, Magazine Lee-Enfield             | Mark iii                | SMLE Mk I (cf. chapitre) | 1907                     |
| Rifle, Short, Magazine Lee-Enfield, Converted  | Mark IV Conv.           | Mk II * mis au standard du Mk III | 1907                     |
| Rifle, Short, Magazine, Lee-Enfield            | Mark I **               | Adaptation pour la Royal Navy du SMLE Mk I avec certains éléments du Mk III | 1909                     |
| Rifle, Short, Magazine, Lee-Enfield Converted  | Mark II ** Conv.        | M̟ême aménagement que pour le Mk I ** mais pour le Mk II | 1909                     |
| Rifle, Short, Magazine, Lee-Enfield, Converted | Mark II ***             | Même aménagement que pour le Mk I ** mais pour le Mk II * | 1909                     |
| Rifle, Short, Magazine, Lee-Enfield            | Mark I ***              | Conversion du Mk I * avec une ligne de visée modifiée | 1914                     |
| Rifle, Short, Magazine, Lee-Enfleld            | Mark III *              | Mk III simplifié de fabrication de guerre (cf. chapitre) | 1916                     |
| Rifle, Short, Magazine, Lee-Enfield            | Mark V                  | Évolution dans l'entre-deux-guerres, - allongement de la ligne de mire remplaçant la hausse réglable par un œilleton sur la boite de culasse | 1920                     |
| Rifle, Number 1                                | Mark VI                 | Pré série du No 4 avec un canon flottant | 1930                     |
| Rifle, Number 4                                | Mark 1                  | SMLE mis au standard de la fabrication de guerre (cf. chapitre) | 1931                     |
| Rifle, Number 4                                | Mark 1 (T)              | Number 4 Mk 1 destiné à devenir une arme de précision. Il reçoit : - une lunette de visée ; - un repose joue sur la crosse. | 1942                     |
| Rifle, Number 4                                | Mark 1*                 | Mk 1 avec un dispositif simplifié pour retirer le verrou Ils sont fabriqués pour la plupart aux États-Unis ou au Canada | 1942                     |
| Rifle, Number 4                                | Mark 2                  | Mk 1 avec un nouveau mécanisme de détente | 1949                     |
| Rifle, Number 4                                | Mark 1/2                | Mk 1 remis à niveau avec le nouveau mécanisme de détente du Mk 2 | 1949                     |
| Rifle, Number 4                                | Mark 1/2 (T)            | Mk 1 (T) avec le nouveau mécanisme de détente | 1949                     |
| Rifle, Number 4                                | Mark 1/3                | Mk 1 * avec le nouveau mécanisme de détente | 1949                     |
| Rifle, Number 4, T/W 3                         | Mark 2                  | Mk 2 sélectionnés pour recevoir la lunette de visée Number 32 Mark 3 | 1956                     |
| Rifle Number 5                                 | Mark 1                  | « Jungle Carabine ». Utilise le mécanisme du Number 4 mais avec un canon plus court, une garde-main plus court, un couvre flamme à a sortie du canon et une plaque de couche en caoutchouc. | 1945-1949                |
| Rifle 7,62 mm                                  | L39 A1                  | Number 4 modifiée avec un garde-main raccourci, modifiée pour pouvoir tirer la munition standard OTAN de 7,62 × 51 mm | 1964                     |
| Rifle 7,62 mm                                  | L42 A1                  | Number 4 Mk 1 ou Mk 1* (T) modifiée pour tire la munition standard OTAN de 7,62 × 51 mm avec une lunette de visée L1A1. La même arme avec une lunette de visée civile pour la police est nommée « Enfield Enforcer »                                                                                    | 1965                     |
| Carbine, Magazine, Lee-Enfield                 | Mark 1                  | Carabine, Magazine, Lee-Metford, Mk 1 modifiée avec des canons Lee-Enfield et les équipements périphériques qui vont avec | 1902                     |
| Carbine, Magazine, Lee-Enfield, Cavalry        | Mark 1                  | Carabine, Magazine,Lee-Metford Mk 1 avec mise au niveau Lee-Enfield avec quelques aménagements de détail | 1907                     |
| Carbine, Magazine, Lee-Enfield, Cavalry        | Mark 1*                 | Similaire à la Carabine, Magazine, Lee-Metford Mk 1 sans la tige de nettoyage | 1899                     |

## Le fusil Lee–Enfield à chargeur (MLE) et la carabine Lee-Enfield (LEC)
Le fusil Lee–Enfield est introduit en novembre 1895 sous le nom de calibre .303, Fusil, Magazine, Lee–Enfield, (Fusil Lee–Enfield à chargeur calibre .303) MLE (Magazine Lee-Enfield ou emily). Il s'agit en fait d'un Lee-Metford  Mk II ou Mk II̽* sur lequel a été monté un canon Lee-Enfield propre à supporter la cordite. Le 19 mai 1899, la baguette de nettoyage située sous le canon est supprimée sur l'ensemble des modèles. Les deux modèles sont alors dénommés Mk II̽*. Le trou correspondant à cette baguette dans la le pommeau de la baïonnette est alors supprimé.

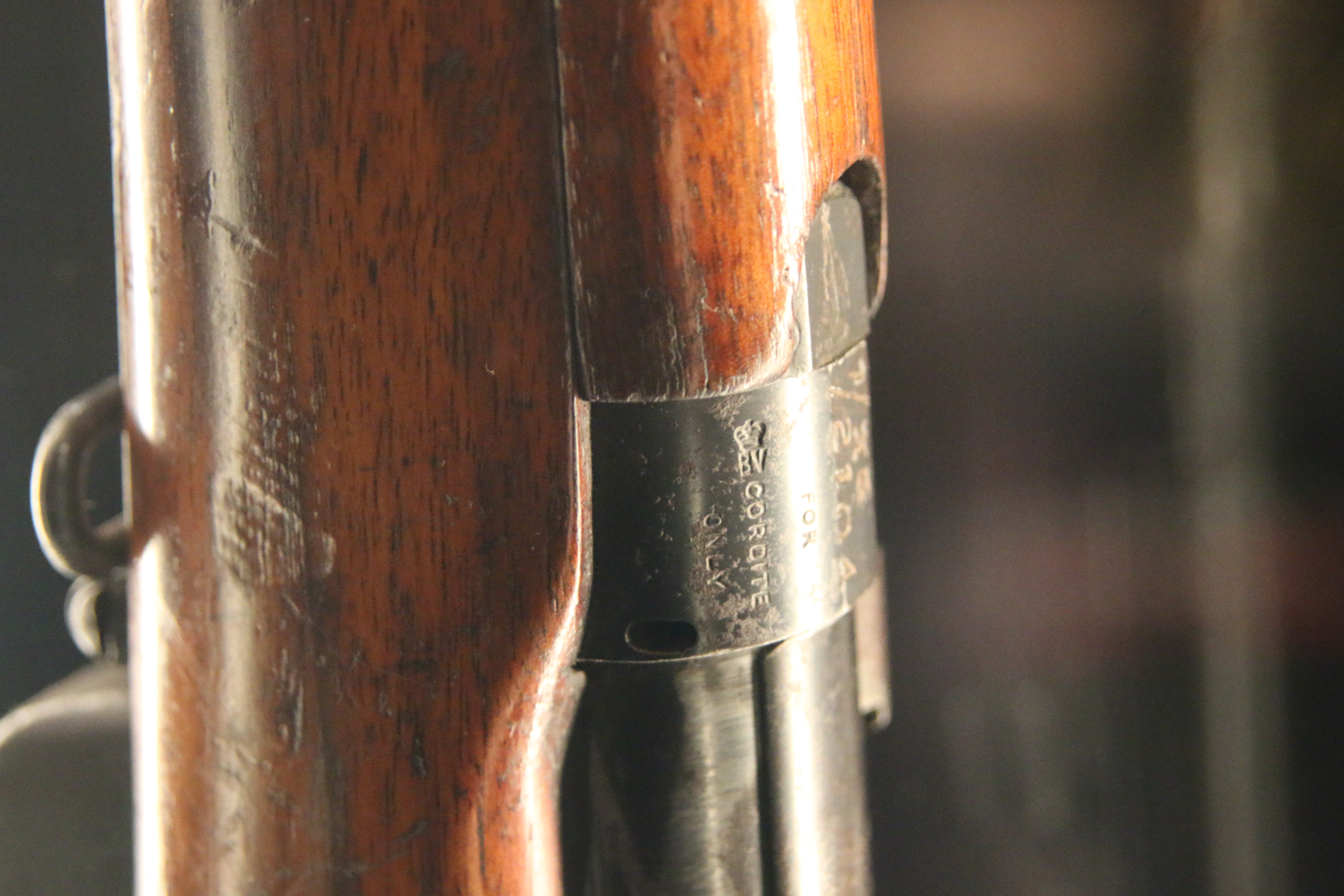
Insertion de la marque "Cordite only", seulement cordite sur le tonnerre d'un Lee Enfield Mk 1 MLE néo-zélandais. On remarquera la chaînette qui sert à retenir le chargeur amovible.

À l'apparition du SMLE, le fusil Mk 1 est appelé Long Lee-Enfield (LLE) et, le sobriquet de Long Tom en Australie et en Nouvelle-Zélande. C'est avec ce fusil que les troupes de ces deux dominions entrent dans la guerre au Moyen-Orient.
En 1896, une version plus courte destinée aux troupes montées est présentée comme le Lee–Enfield Carabine de Cavalerie Mk I, ou de LEC (Lee-Enfield Carabine) avec un canon de 21,2 pouces (538,48 mm), par opposition au canon de 30,2 pouces (767,08 mm) de la version longue et un chargeur de 6 cartouches au lieu des 10 du MLE. 

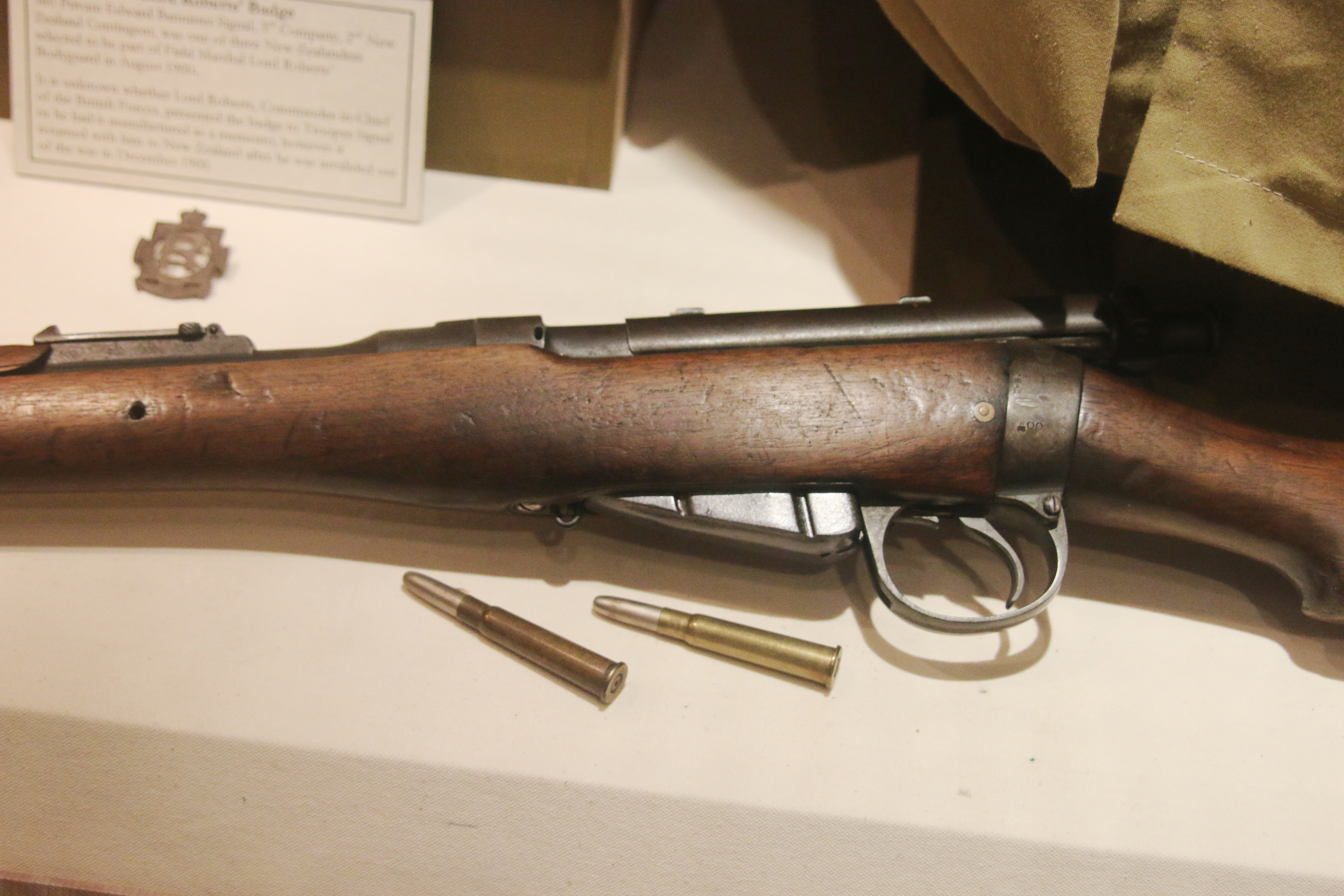
Carabine LEC de l'armée néo-zélandaise

De nombreux LEC et dans une moindre mesure de LMC sont convertis en modèles spéciaux, la carabine néo-zélandaise et la carabine de la police royale d'Irlande (Royal Irish Constabulary). Certains MLE et MLM sont convertis pour être approvisionnés directement par chargeur et désignés Charger Loading Lee-Enfield (Lee-Enfield approvisionnés par chargeurs) ou CLLEs. 

## Le fusil court Lee–Enfield Mk I à chargeur (Short, Magazine, Lee–Enfield -  SMLE)

### SMLE Mk I
Dès 1901, des études sont effectuées pour unifier les différentes armes en service dans l'armée britannique afin d'en faciliter la gestion et le maintien en condition tout en ménageant les besoins des différentes armes. Une version plus courte et plus légère du MLE original appelle Rifle, Short, Magazine, Lee–Enfield, (Carabine Lee–Enfield court à chargeur). ou SMLE. ll reçoit parfois le sobriquet de smelly (puant).
Le modèle est un compromis entre le fusil d'infanterie et la carabine de cavalerie. Le canon est raccourci de 13 cm pour atteindre la longueur de 25.2 pouces (640 mm) ,, et il est 12,5 cm plus long que la carabine de cavalerie. Son expérimentation est autorisée le 23 décembre 1902. Il est essayé chez les Royal Marines puis testé au combat pendant la guerre du Soudan en 1903. Il est adopté officiellement le 14 septembre 1903.
Le SMLE suscite de la part des armuriers et des membres de sociétés de tir des critiques quant à la faible longueur de son canon qui limite la longueur de la ligne de mire, qui génère un recul plus violent et qui, finalement, détériore la précision du tir..
Le SMLE Mk I reçoit de ses prédécesseurs une crosse et une garniture à deux pièces identiques. En outre, il hérite d'eux deux dispositifs originaux ː ː
- Un ensemble de visée à longue distance adapté équivalent à celui du Lee-Metford et du MLE. Ce dispositif permet de faire tomber des "pluies de balles" sur l'adversaire à des distances nettement supérieures à la portée pratique ( du fusil en coordonnant les feux d'une unité d'infanterie vers une cible éloignée. Il est supprimé à partir de 1915.

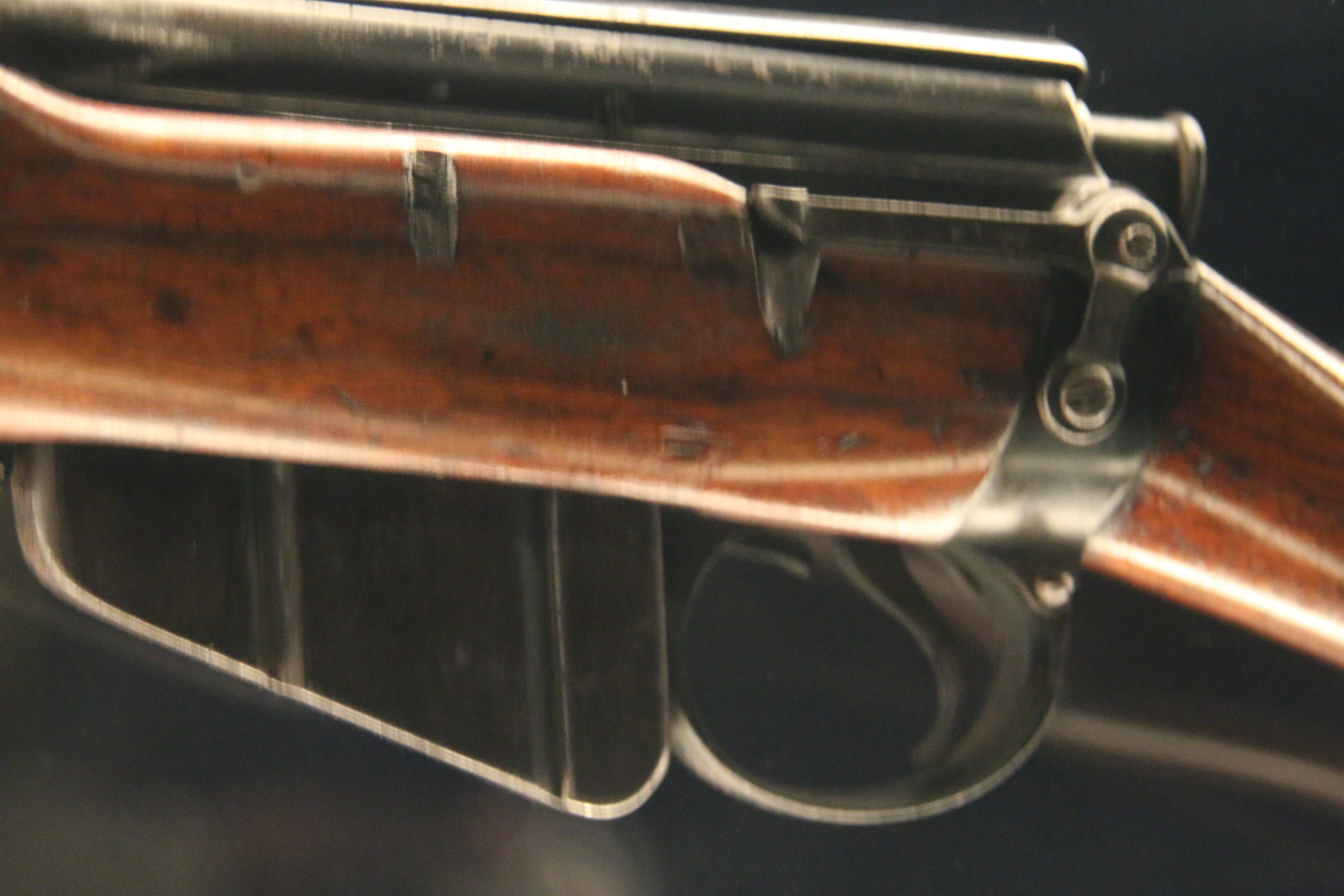
Oeuilleton du système de visée à longue distance "Long Distance Dial Sight" propres aux fusils britanniques de la période 1888- 1914, ici replié sur le coté gauche d'un MLE Mk I

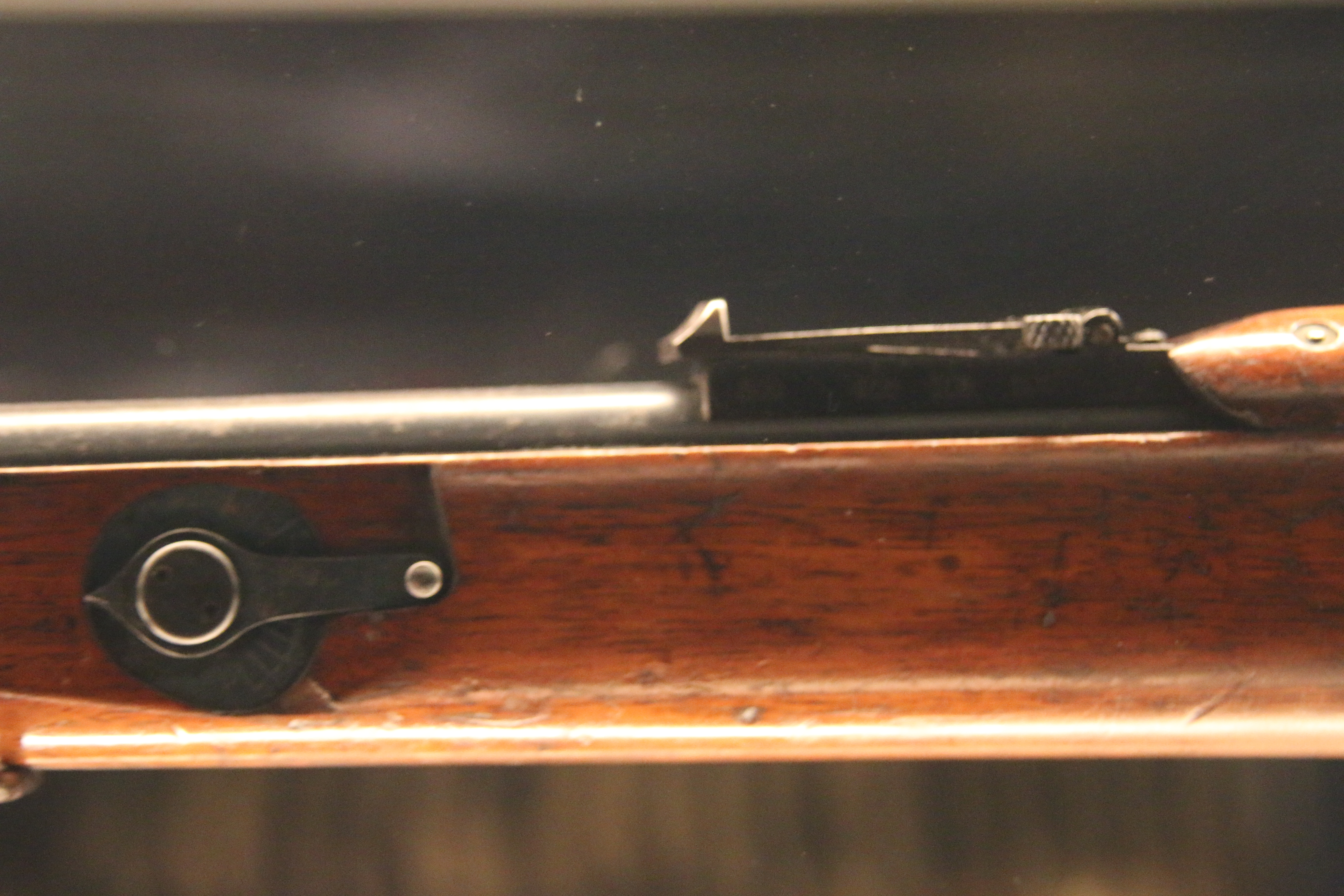
Guidon du système de tir à longue distance "Long Distance Dial Sight" caractéristiques des fusils réglementaires britanniques jusqu'au début de la Première Guerre Mondiale, ici sur un MLE Mk 1.

- Le "sectionneur de magasin" ou "cut off" se présente comme un verrou commandable du coté droit et qui a pour effet d'empêcher les munitions contenues dans le chargeur de monter dans la chambre. Le résultat est que le tireur doit alimenter son fusil au coup par coup pour tirer. L'idée est de faire en sorte qu'à longue distance, le soldat ne soit pas tenté d'utiliser la répétition mais qu'il introduise une par une les cartouches et l'obliger ainsi à réduire la cadence de tir. L'arrêtoir n'est effacé sur ordre que lorsque l'ennemi est à moins de 400 ou 300 yards (portée utile du fusil) et où une cadence de tir supérieure est nécessaire.

Il reçoit les modifications suivantes par rapport aux modèles précédents ː 
- Les organes de visés sont composés d'un guidon à lame protégé par des oreilles droites solidaires de l'embouchoir et d'une hausse tangentielle à curseur (200 à 2000 yards) avec de petites oreilles de protection montées sur le garde-main arrière

- Un guide lame-chargeur sur l'avant de la culasse différent du système de pont fixe.Le sectionneur de magasin (cut off) en position ouverte et le "pontet" d'alimentation pour clip d'un SMLE Mk III—ces fonctionnalités ont été supprimée sur le Mk III*.

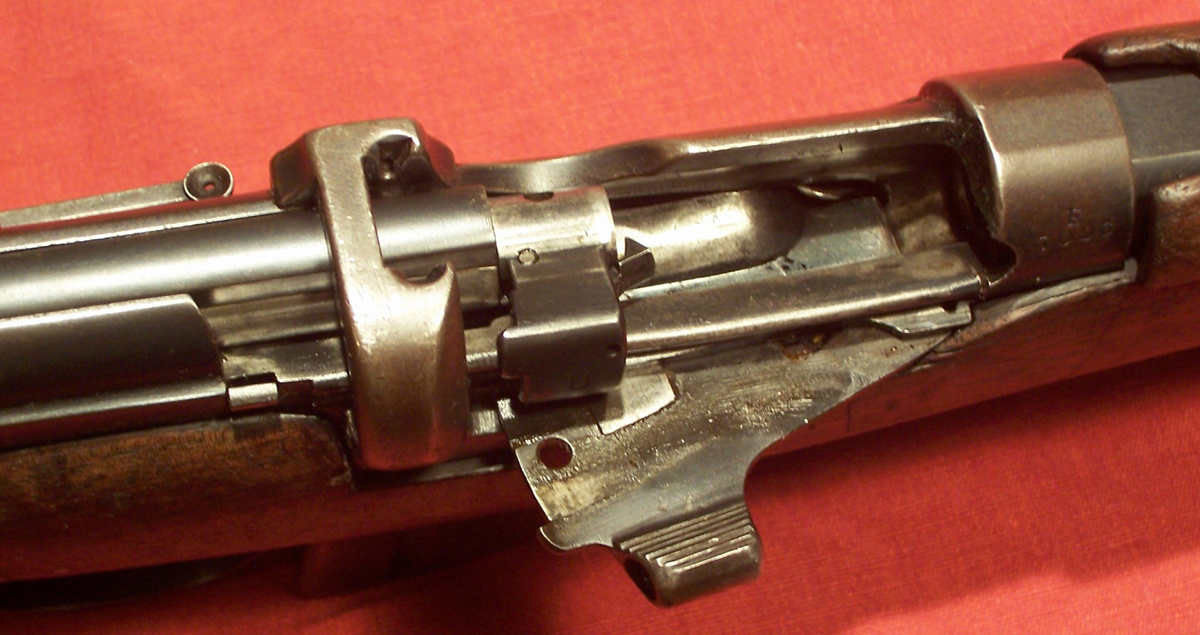
Le sectionneur de magasin (cut off) en position ouverte et le "pontet" d'alimentation pour clip d'un SMLE Mk III—ces fonctionnalités ont été supprimée sur le Mk III*.

- Un système qui permet de désolidariser le fût du canon permettant à ce dernier d'avoir des vibrations propres pendant le tir et ainsi d'améliorer la constance dans la précision.
- Un embouchoir plat. Inspiré par la carabine de cavalerie Modèle 1894 suédoise, le support de baïonnette dépasse de quelques millimètres au-delà de l'extrémité du fut.[18]

- La culasse mobile à verrou n'a pas de couvre-culasse.

### SMLENo1MkI*
Une version améliorée avec les modifications issue de l'expérimentation est adopté le 27 mars 1906 sous le nom de Mk I̽*. Ces modifications de détail sont la crosse munie d'un orifice pour stocker le matériel de nettoyage (huilier et lavoir à ficelle (cordelette lestée)), l'anneau de bretelle, le montage du percuteur et une échancrure sur la partie gauche de  la boite de culasse pour faciliter le chargement du fusil. Sa production en série est alors ordonnée chez Enfield, BSA et Sparkbrook puis, en 1908, à l'arsenal d'Ishapore en Inde. 

### SMLENo1Mk II Conv. (Converted)
Une version résultant de la mise à niveau des modèles antérieurs Lee-Metford Mk II, Mk II*, Lee-Enfield Mk I et ̥Mk I* à la norme Mk I est autorisée le 16 janvier 1903 sous le nom de Mk II Converted. Elle porte sur 43 295 fusils. Les arsenaux d'Enfield et de Sparkbrook sont chargés de cette opération. C'est ce qui explique pourquoi certains fusils ont des dates de fabrication largement antérieures à la date de décisions d'adoption.

### SMLENo1Mk II* Conv. (Converted)
Par ailleurs, il est décidé, le 15 mars I906 de mettre les modèles antérieurs, Lee-Metford Mk II, Mk II*, Lee-Enfield Mk I, MkI* et ̥Mk I* mis au standard SMLE Mk I au standard Mk I* sous la dénomination Mk II* Converted. La transformation porte sur 22 191 fusils.

### Les modifications propres à la Navy

#### SMLENo1Mk I**
Il s'agit du SMLE No 1 Mk I mis au standard de la Navy par une décision du 4 janvier 1908. Cette modification consiste à donner au fusil No 1 Mk I les organes de visées du Mk III plus un certain nombre d'autres modifications mineures. Le pontet de chargement du Mk III n'est adopté qu'en 19̟12.

#### SMLENo1Mk II** Conv.
Mise au standard de la Navy du SMLE No 1 Mk II

### SMLENo1Mk II*** Conv.
Mise au standard de la Navy du SMLE No 1 Mk II*

## Le fusil court Lee–Enfield Mk III à chargeur (Short, Magazine, Lee–Enfield -  SMLE)

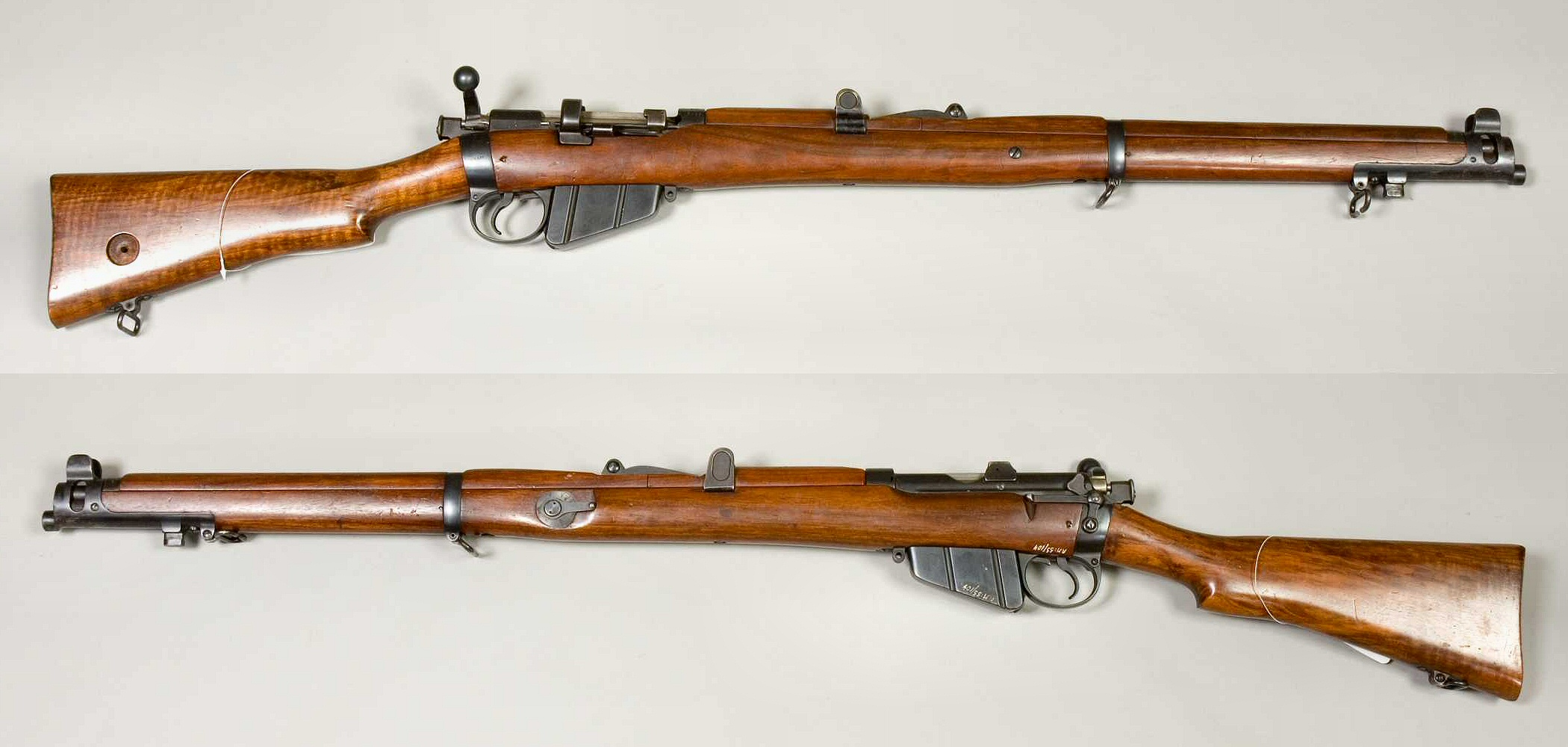
Lee–Enfield no 1 Mk. III à chargeur court

### SMLENo1Mk III
Le fusil Lee-Enfield SMLE Mk III est présenté le 26 janvier 1907, en même temps qu'un sabre baïonnette Modèle 1907 (Pattern 07). Il comporte un œilleton fixe et un rail guide d'approvisionnement du chargeur fixe au-dessus de la culasse qui remplace le rail d'approvisionnement monté sur la tête de culasse. La conception du garde-main et du chargeur est améliorée. La chambre est adaptée à la cartouche Mk VII de .303 à grande vitesse initiale.  

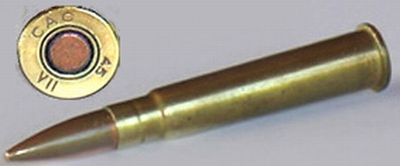
La cartouche standard Mk VII .303 de 7,7mm pour le fusil Lee-Enfield

Le fusil reçoit deux instruments pour pallier d'une part le manque d'armes à tir courbe ː un lance grenade de fortune, puis un dispositif pour couper les barbelés à l'aide d'une munition. 
Ces deux dispositifs sont rapidement remplacés par des systèmes plus adaptés, lance-grenade et mortiers d'une part et pince coupantes d'autre part.

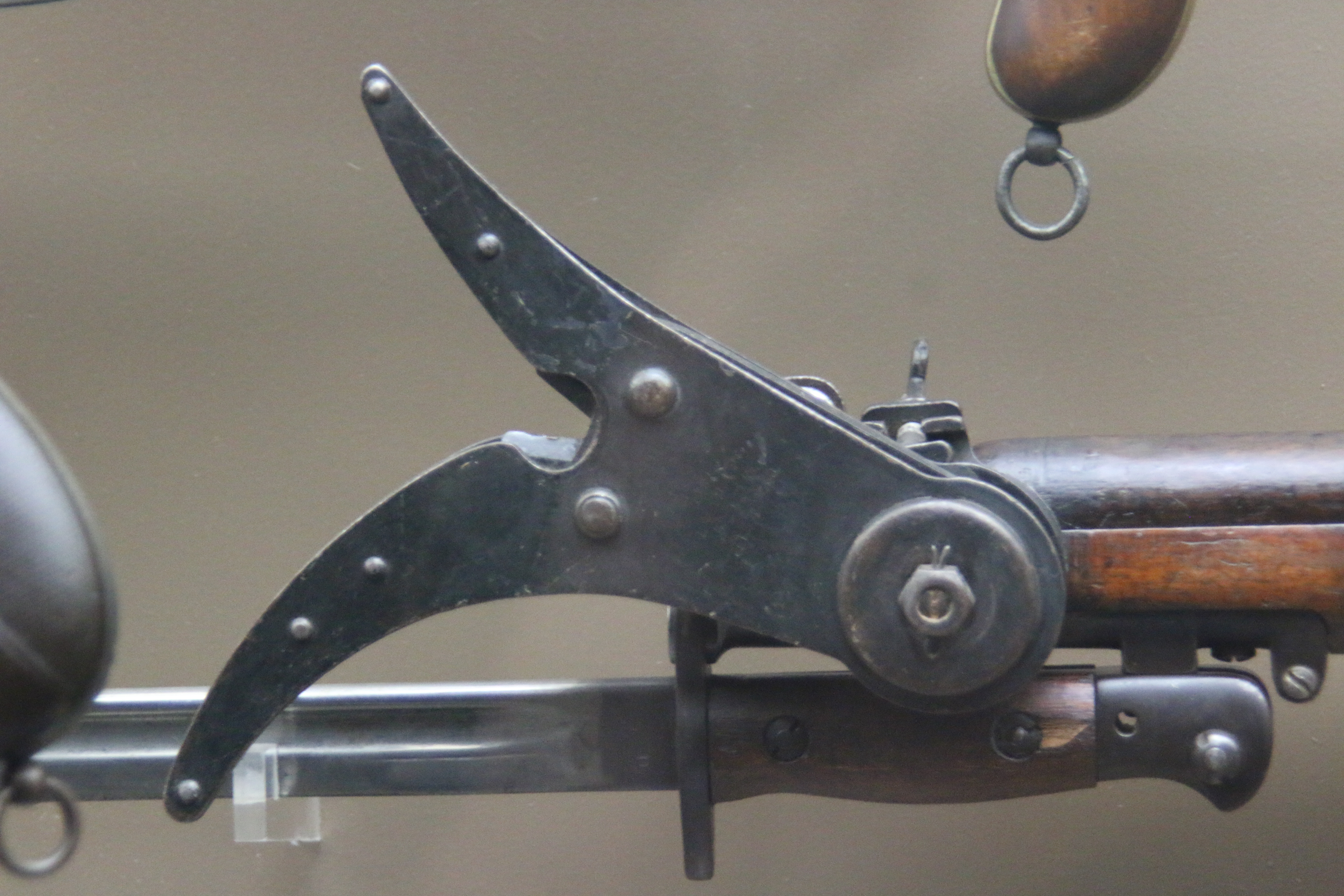
Dispositif coupe fil barbelé pour Lee-Enfield Mk III* - National Army Museum, Waiouru, Nouvelle-Zélande.

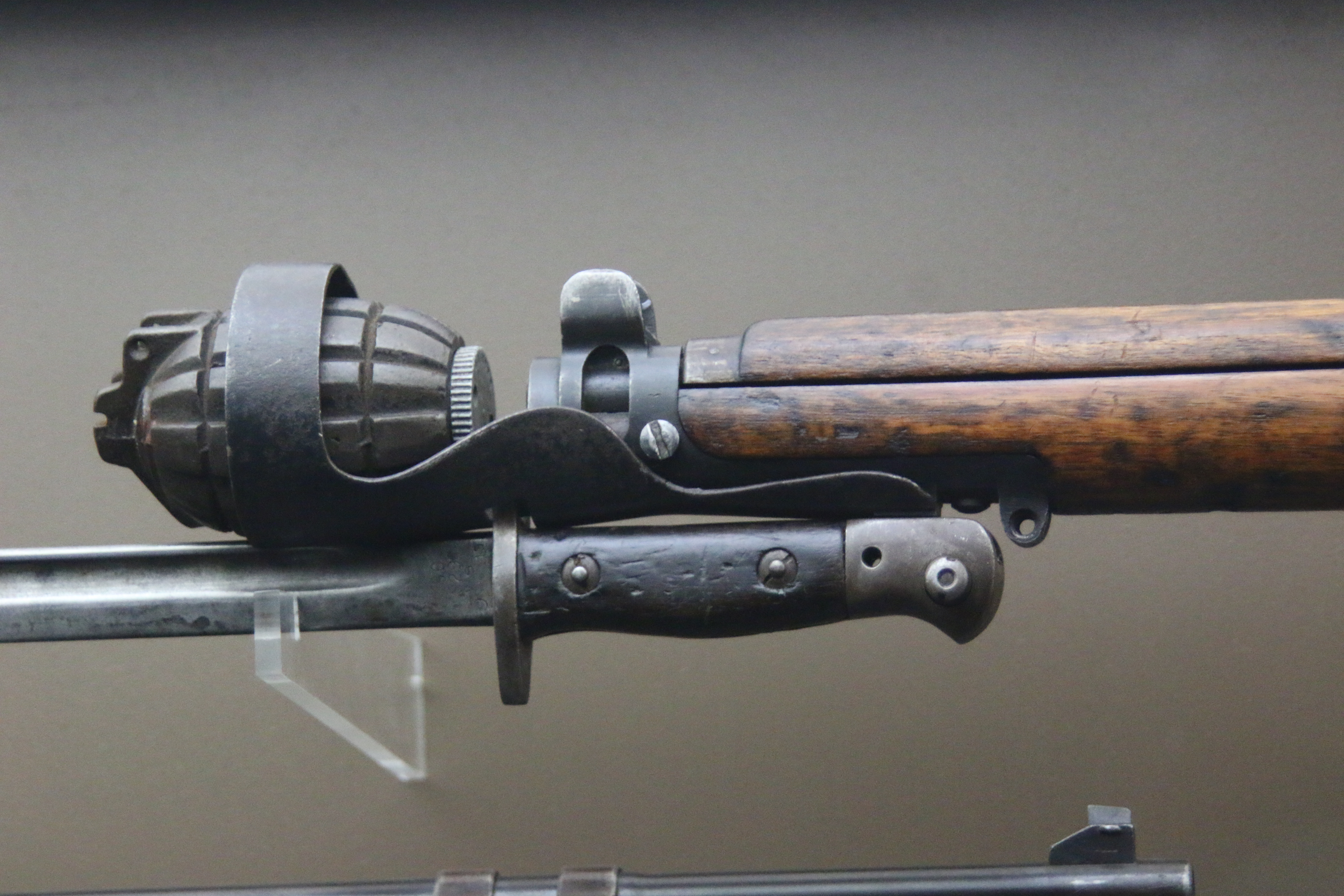
Dispositif lance-grenade simplifié appelé Cup discharger est adapté au Lee Enfield Mk III*. Il lance des grenades Mills de dotation sur lesquelles on a vissé une tige cylindrique qui s'enfonce dans le canon. Ce dispositif est adopté en juillet 1916 et il est maintenu en place par la baïonnette. - National Army Museum, Waiouru, Nouvelle-Zélande.

Le Mk III est produit en Grande-Bretagne jusqu'au début de la 2e Guerre Mondiale, jusqu'en 1955 à l'arsenal de Lithgow en Australie et jusqu'à la fin des années 1980 à l'arsenal d'Ishapore en Inde. 

### SMLE N° 1 Mk III*
Petit à petit, des simplifications sont apportées à la production du Mk III qui est considérée comme trop coûteuse. Les organes de visées à longue portée ne sont plus montés puis le sectionneur de magasin au fur et à mesure de l'épuisement des stocks de pièces détachées. Ce n'est que le 2 janvier 1916 que sa nomenclature est changée en Mk III*,,,. A cette occasion, la vis de réglage en direction de l’œilleton est supprimée et la pièce de réarmement en plaque dentelée est substituée à la pièce originale en forme de bouton rond. Les fusils modernisés ne reçoivent les nouvelles pièces que de manière très variable. Les modifications sont effectuées à différentes périodes par différentes usines et le stock de pièces détachées existantes doit être épuisé au préalable. Le cut off est rétabli après la Première Guerre mondiale. Il n'est définitivement supprimé qu'en 1942.
Les principaux fabricants (RSAF Enfield, La Birmingham Small Arms Company Limited et la London Small Arms Co.) sont incapables de faire face aux besoins de l'armée. Aussi, la production des fusils et de leurs composants est sous-traitée à plusieurs sociétés.
Le SMLE No 1 Mk III* (renommé Fusil no 1 Mk III* en 1926) est largement employé pendant toute la Seconde Guerre mondiale en particulier sur les théâtres d'opération d'Afrique du Nord, d'Italie, du Pacifique et de Birmanie dans les mains des forces britanniques et du Commonwealth. L'Australie et l'Inde fabriquent et utilisent le SMLE Mk III* comme arme réglementaire pour leurs forces armées pendant tout le conflit et le fusil reste l'arme de dotation de l'armée australienne pendant la guerre de Corée jusqu'à son remplacement par le fusil semi-automatique L1A1 à la fin des années 1950. La manufacture d'arme de petit calibre de Lithgow cesse la production du SMLE Mk III* en 1953.
La manufacture d'arme d'Ishapore, en Inde, au Bengale occidental, produit le Mk III* au calibre .303 britannique puis elle le recalibre au standard 7,62 × 51 mm OTAN en traitant thermiquement la chambre et la culasse. Le fusil reçoit alors le nom de modèle 2A. L’œilleton d'origine à 2 000 yards est maintenu en raison des caractéristiques balistiques relativement similaires des deux types de munitions. Puis l’œilleton est adapté à la distance de 800 m et le fusil est renommé 2A1. La production est maintenue jusqu'aux années 1980 et des fusils de compétition fondés sur le Mk III* jusqu'à nos jours. 
Au total, 6 700 000 exemplaires du Mk III et Mk III* sont produits.
Il a été utilisé jusqu'au début du XXIe siècle par certaines guérillas entre autres durant la Guerre civile népalaise.

### SMLENo1Mk IV Cond.
Le modèle Mk IV Cond. est adopté le 17 juin 1907. Il résulte de la mise au standard Mk III des fusils  Lee-Metford Mk II, Mk II*, Lee-Enfield Mk I, MkI* et ̥Mk I* mis au standard Mk I.,. 

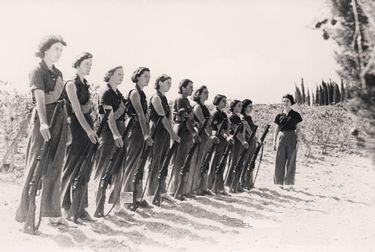
Soldates israéliennes équipées du SMLE Mk III lors de la Guerre israélo-arabe de 1948-1949.

## Les fusils Enfield Pattern 1913, Pattern 1914 et fusil US M1917
En raison de la mauvaise performance de la munition de .303 pendant la deuxième guerre des Boers de 1899 à 1902, les Britanniques veulent remplacer fusil et munition. La cartouche de .303 utilise des balles lourdes à bout rond qui ont une vitesse initiale faible et des performances balistiques médiocres. Le 7 mm Mauser auquel elle est opposée tiré par le Mauser Mle 1895 a une meilleure vitesse initiale, une trajectoire plus tendue et une portée plus importante. ce qui le rend plus efficace sur le terrain découvert caractéristique des plaines de l'Afrique du Sud.
Les travaux sur une munition à grande portée de remplacement la cartouche de .276 commencent à Enfield en 1910 et aboutissent en 1912. Un nouveau fusil fondé sur le modèle Mauser est conçu pour aller avec la munition, appelé Enfield Pattern 1913. Bien que la cartouche .276 Enfield ait des performances balistiques meilleures, des essais sur le terrain révèlent tout une série de défauts comme un recul excessif, des flammes de bouche trop importantes, une usure anormale et une surchauffe du canon. Des essais sont effectués pour obtenir une poudre moins calorigène mais ils sont interrompus par le début de la guerre en 1914.
C'est une chance indéniable pour le Lee-Enfield. La demande militaire fait que la version Mk VII de la munition de .303 est retenue comme cartouche de dotation par défaut.
Les fusils Pattern 1914 Enfield et US M1917 sont fondés sur le Pattern 1913 Enfield, lui-même une copie du Mauser 98 sans aucune relation avec le système Lee. Ils sont donc hors de la famille des Lee-Enfield per se, bien qu'on le présume fréquemment.

## Entre-deux guerres

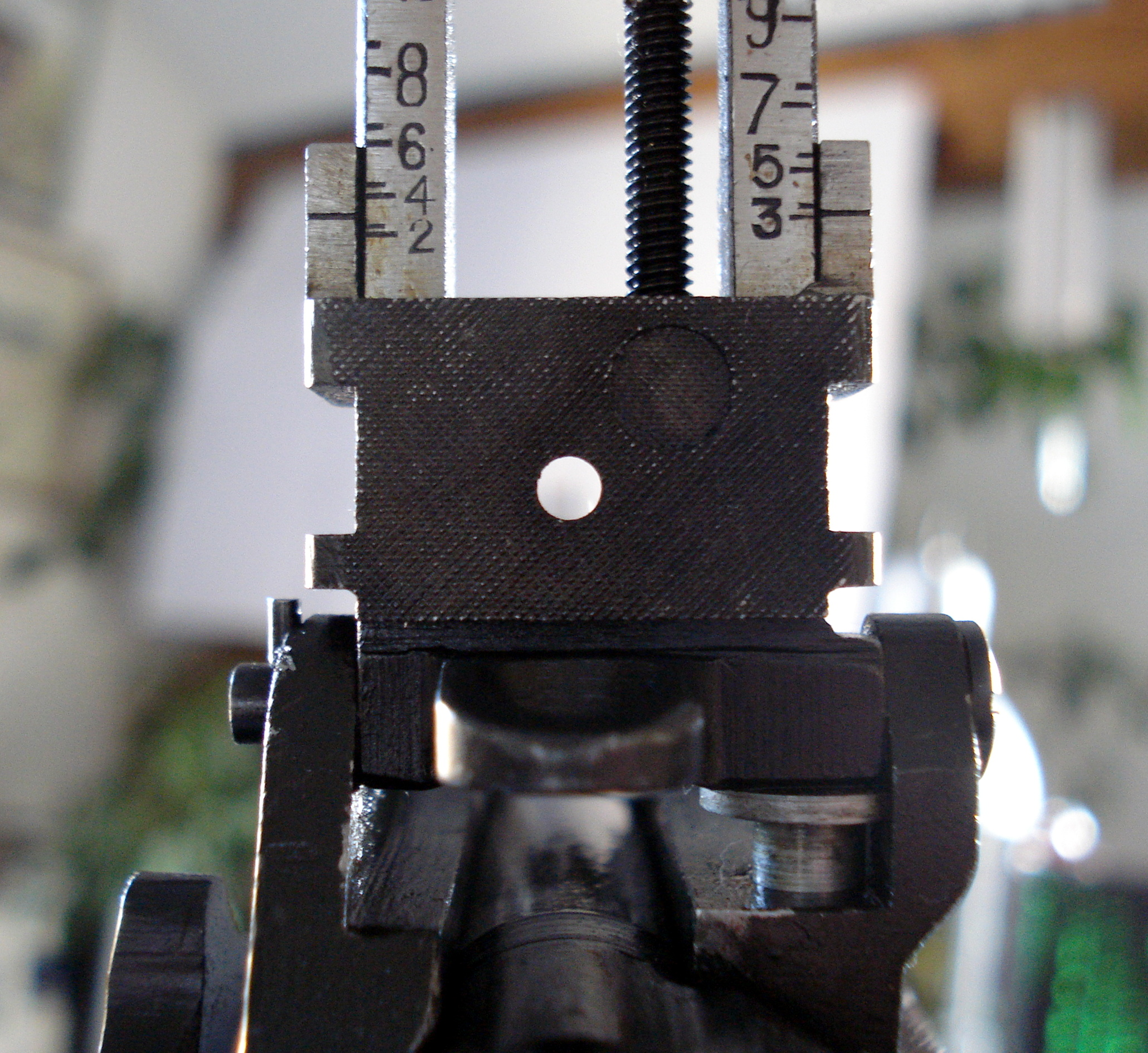
Lee–Enfield Mk I Longbranch Œilleton et échelle de réglage verticale

En 1926, l'armée britannique change de nomenclature;  le SMLE Mk III ou III* devient le Rifle No 1 Mk III ou III*. Les MLE et LEC sont obsolètes tout comme les modèles les plus anciens de SMLE. De nombreux Mk III et III* sont convertis en fusils d'instruction de calibre et deviennent ainsi le Rifle no 2 de différents marks. Le Pattern 1914 devient le Rifle No 3.
Le modèle SMLE,, bien que déjà simplifié est relativement cher à produire en raison des opérations de forgeage et d'usinage nombreuses. Dans les années 1920, une série d'expériences visant à en changer le design sont conduites pour résoudre ces problèmes, en réduisant le nombre de pièces détachées complexes ceci afin de rationaliser le processus de fabrication.

### Le SMLE Mk V (RifleNo1Mk V)
Bien avant la sortie du No 4 Mk I, avant même la Première Guerre mondiale, l'armée britannique pense à modifier le Mk III et ses variantes.
Ainsi, des modifications sont essayées sur le SMLE Mk III dès 1911. Les résultats de ces recherches apparaissent à l'entre-deux-Guerres avec les études et la mise en place allusive du Mk V. Ces fusils ont une histoire assez mystérieuse mais ils représentent le maillon manquant du développement du SMLE.
Le SMLE Mk V (qui devient le Rifle No 1 Mk V) reçoit un nouveau système de visée montée sur une platine qui déplace l’œilleton de son emplacement initial sur le canon vers la boite de culasse. La distance ainsi gagnée permet un allongement de la ligne de mire qui favorise la précision de la visée. Dans la position repliée, une distance de combat fixe de 300 yards (270 m) permet de prendre la visée rapidement à toute distance.
Une alternative développée pendant cette période et qui est utilisée sur la version No 4, un système de visée basculant en L plus sommaire permet de choisir deux hausses de combat de 300 ou 600 yards. Cette solution est bien moins onéreuse que le système de visée par hausse verticale.
L'arrêtoir de chargeur est réintroduit sans orifice de contrôle. Une vis d'embouchoir avec une fente en forme de pièce de monnaie pour faciliter le démontage est introduite. Le levier de sécurité sur le côté gauche de la boite de culasse est légèrement modifié avec une rainure de manipulation unique. Le garde main en deux parties est étendu de l'embouchoir à la boite de culasse. Une grenadière supplémentaire est ajoutée . La bretelle de transport est désormais fixée sur une grenadière vissée sur l'arrière de l'embouchoir et sur d'une boucle en fil de métal en avant du chargeur. Elle remplace le battant. Le but est de renforcer le fusil lors de l'utilisation de la baïonnette standard Pattern 1907.
Le modèle s'avère être encore plus cher et plus compliqué à produire que le Mk III. Il n'est ni développé, ni distribué à la troupe. Seuls 20 000 fusils d'essais sont produits entre 1922 et 1924 par la RSAF Enfield tous marqués de la lettre V.

### RifleNo1Mk VI
Le No 1 Mk VI propose un canon flottant plus lourd, qui permet au canon de se dilater et se contracter sans entrer en contact avec l’affût et interférer ainsi avec le simbleautage canon/organes de visées. Le canon flottant améliore la précision du fusil en lui permettant une vibration autonome évitant le contact avec les parties en bois qui pourraient affecter la résonance naturelle du canon. L’œilleton monté sur platine et l'arrêtoir de chargeur sont aussi présents. 1 025 exemplaires sont produits entre 1930 et 1933.

## Le fusil Lee-Enfieldno4

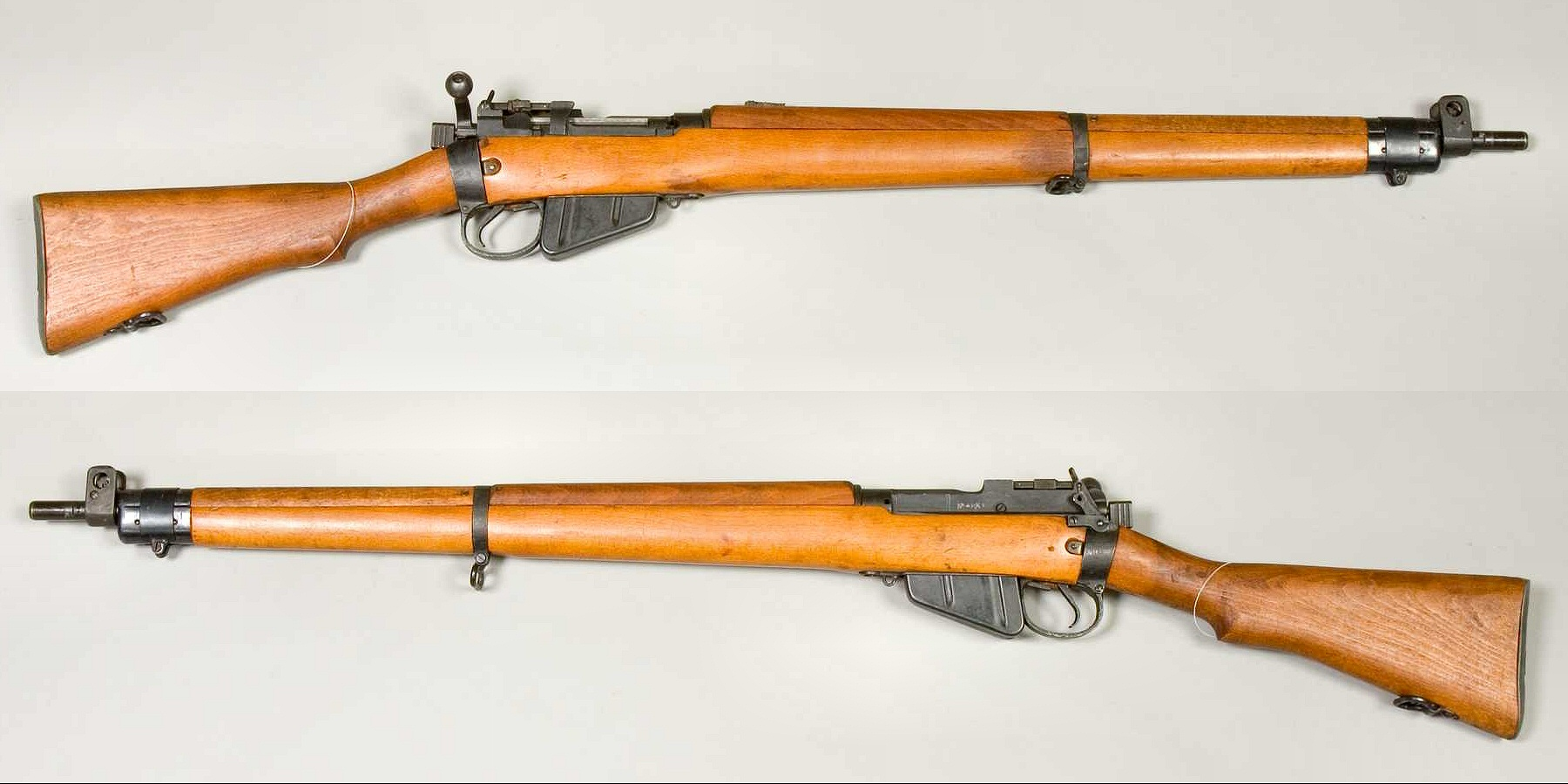
Lee–Enfield no 4 Mk I

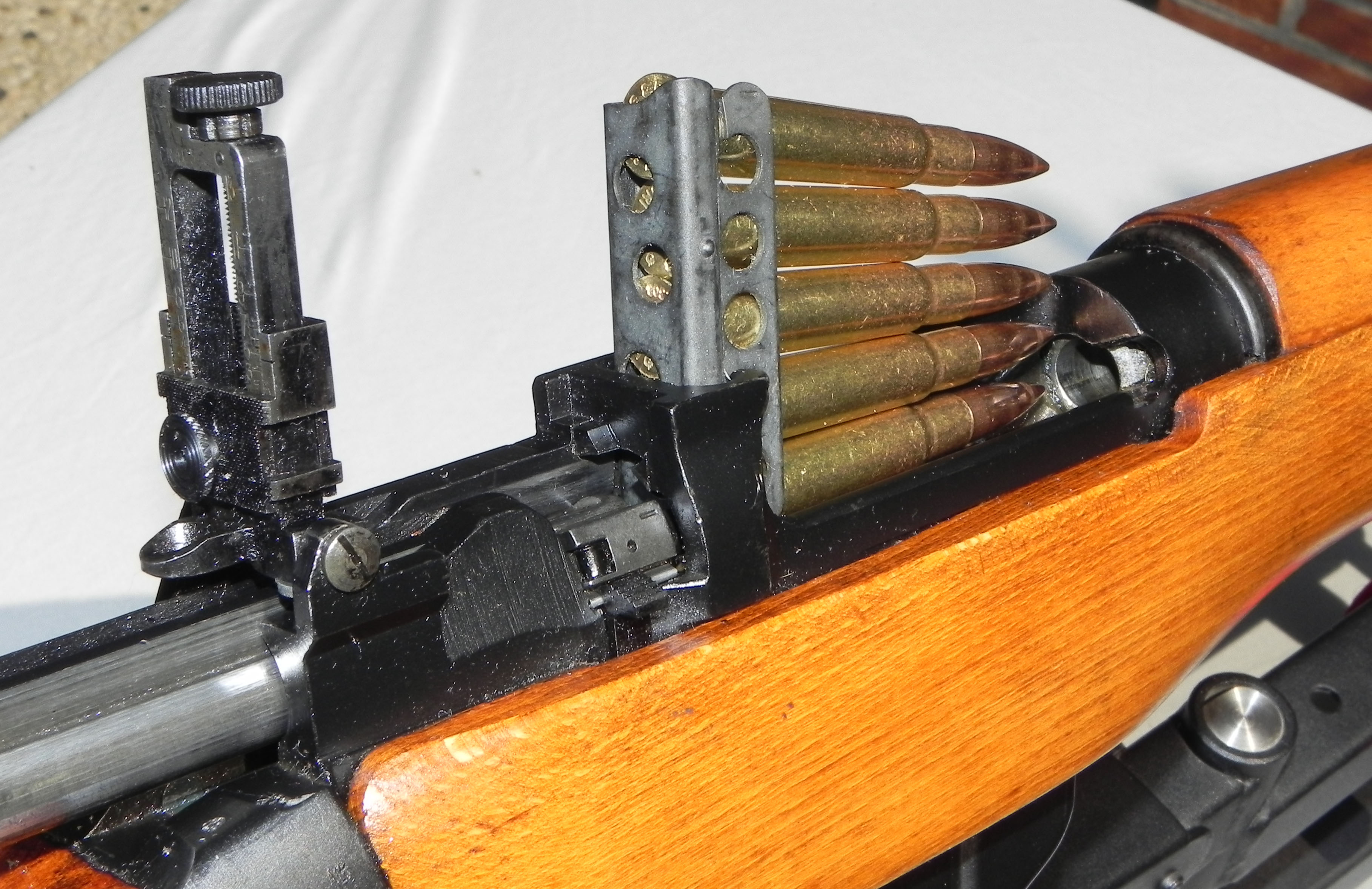
Lee–Enfield no 4 Mk II avec l'alidade de visée en position haute et une barrette chargeur de 5 cartouches

### RifleNo4Mk I
À la fin des années 1930, le besoin pour un nouveau fusil se fait jour et le fusil, No 4 Mk I est officiellement adopté le 15 novembre 1939 mais sa production n'est lancée que fin 1941 et distribué dans les unités à partir de janvier 1942. 
Le No 4 est similaire sur beaucoup d'aspect au Mk VI, mais il plus robuste et, surtout, plus facile à produire en masse. À la différence du SMLE dont le canon fait une courte saillie hors de l'embouchoir, le canon du No 4 ressort nettement de l'avant du fusil. Le fond du chargeur n'est plus arrondi pour faciliter l'usinage. La ligne de mire en acier est redessinée et comprend un dispositif en L qui, en position rabattue, propose un œilleton fixé à la hausse de combat de 300 yards (274 m) et, en position haute, une alidade de visée qui peut être réglée de manière progressive de 200 à 1 300 yards (183 à  1 189 m) par intervalles de 100 en 100 yards (91m). Cette ligne de mire comme d'autres lignes de mire à œilleton s'avère être plus rapide pour mettre en cible et plus précise que le système dont les éléments arrière sont fixés à mi-longueur du fut typique du Mauser, d'anciens modèles de Lee–Enfield ou le modèle Buffington du Springfield Mle 1903 américain.
Le no 4 est plus lourd que le No 1 Mk III, notamment en raison de son canon plus épais. Une nouvelle baïonnette est conçue pour aller avec le fusil : une baïonnette clou, qui est essentiellement une barre cylindrique en acier avec une pointe aiguisée et qui est surnommée par les soldats pigsticker (l'aiguillon à cochons). Vers la fin de la Seconde Guerre mondiale, un couteau-baïonnette est développé, prévu à l'origine pour le pistolet mitrailleur Sten, mais qui a la même fixation que la baïonnette clou du No 4. Par la suite, les couteaux-baïonnette du No 7 et du No 9 sont prévus pour être mis en œuvre avec le fusil No 4.
Par ailleurs, George MacDonald Fraser prétend dans son livre McAuslan in the Rough, que le couteau baïonnette Pattern 1907 utilisé avec le SMLE peut être compatible avec le fusil No 4.

### LeNo4Mk I*
Au cours de la Seconde Guerre mondiale, le fusil no 4 est encore simplifié pour être produit en masse avec la création du No 4 Mk I*, avec le verrou de la culasse remplacé par une simple encoche sur la glissière de la culasse. Il est adopté le 14 juin 1941. Il n'est produit qu'en Amérique du Nord par la Long Branch Arsenal au Canada et la fabrique Savage-Stevens Firearmes aux États-Unis. Le fusil no 4 Mk I est essentiellement produit pour le Royaume-Uni.

### LeNo4Mk 2, Mk I/2 et Mk I/3
Dans les années d'après-guerre, les Britanniques produisent le No 4 Mk 2 (les chiffres arabes remplacent les chiffres romains pour les désignations officielles en 1944), une version plus élaborée et améliorée du No 4 avec la queue de détente placée en avant du col de crosse et non sur le pontet, une crosse en hêtre (avec la grenadière de renforcement et la pièce centrale en bois à l'arrière du garde-main du No 4 Mk I/Mk I* remplacé par un ensemble boulon/écrou) et une plaque de couche en laiton (pendant la 2e GM, les Britanniques avaient remplacé la plaque de couche en laiton sur les No 4 par une plaque en Zamak pour limiter les coûts et accélérer la production). Avec la mise en service du fusil No 4 Mk 2, les Britanniques modernisent les stocks de plusieurs modèles anciens de No 4 pour les mettre aux standards du No 4 Mk 2. Les no 4 Mk 1 ainsi modifiés sont désignés no 4 Mk I/2, tandis que les no 4 Mk I* amenés au standard Mk 2 sont re-désignés no 4 Mk I/3.

## Le FusilNo5Mk I—laJungle Carabine

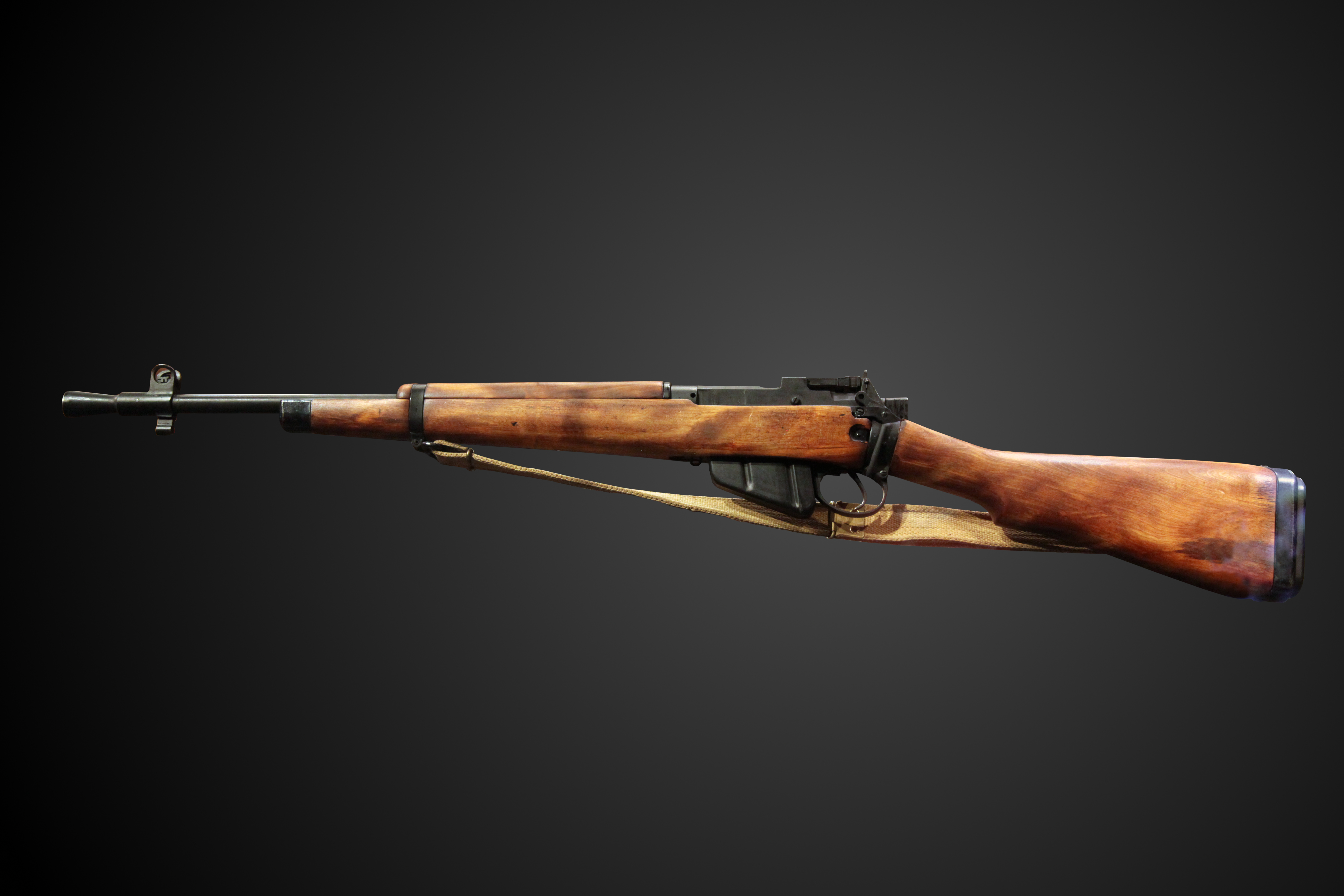

Au cours de la guerre, le besoin d'un fusil plus court et plus léger se fait sentir. La carabine no 5 Mk I (la Jungle Carabine) est donc développée pour y répondre. Le No 5 comprend une crosse raccourcie et évidée, un cache-flamme proéminent et un usiné pour enlever tout métal superflu, un canon raccourci à 18,8 inches (478 mm) et un poids plus léger de deux livres (900 g). Malgré une plaque de couche en caoutchouc, la munition de .303 produit un recul excessif en raison du canon plus court ce qui rend le No 5 incompatible avec une dotation générale et la production cesse en 1947 en raison de ce défaut de conception et qui crée des problèmes de précision.
La ligne de mire en acier du No 5 est similaire à celle du No 4 et comprend un système de visée en L fixé à l'arrière du fusil avec un œilleton fixé à la hausse de combat de 300 yards (270 m) et une échelle de visée qui peut être réglée de manière progressive de 200 à 1 300 yards (183 à 1 189 m) par intervalles de 100 en 100 yards (91 m). Le No 5 était populaire chez les soldats que le Lee–Enfield standard en raison de sa légèreté, sa portabilité et sa longueur réduite. Il est d'abord distribué à la 1re Division aéroportée britannique et utilisé lors de la libération du Danemark et de la Norvège en 1945. BSA-Shirley, Birmingham produit 81 329 fusils et ROF Fazakerley, Liverpool 169 807 fusils.
Une version expérimentale australienne du No 5 MK I appelée Fusil, no 6, Mk I est aussi développée, sur la base d'un SMLE Mk III* (contrairement au No 5 Mk I développé du No 4 MK I). Les militaires australiens ne sont pas autorisés à produire le No 4 Mk I, parce que la fabrique d'arme SAF de Lithgow est destinée à la production du SMLE Mk III*. Le No 6 Mk I n'est produit qu'en faible quantité. C'est pourquoi il est très recherché des collectionneurs aujourd'hui. Une version Raccourcie et Allégée du SMLE Mk III* est également testée par les militaires australiens et un très faible nombre est produit par la SAF Lithgow au cours de la Seconde Guerre mondiale.
Le terme Jungle Carabine est popularisé dans les années 1950 par Société d'armement Santa Fé, un importateur américain qui rénove beaucoup de fusils de surplus en convertissant de nombreux No 4 dans l'espoir d’accroître la pénétration de ce fusil délaissé jusqu'à présent par le marché américain. La désignation non officielle de « Jungle Carbine » est supposée avoir été donnée par les troupes britanniques et birmanes au No 5 Mk I. Les fusils No 4 et No 5 servent en Corée (tout comme le SMLE No 1 Mk III* et la variante « T » fusil de précision, principalement dans les mains de troupes australiennes).

## Lee–Enfield convertis et modèles d'exercice

### Fusils de précision

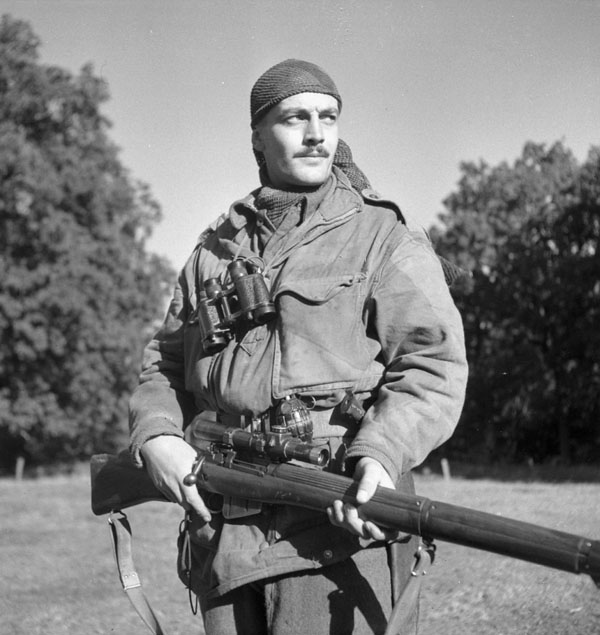
Le sergent Harold Marshall, tireur d'élite de l'armée canadienne utilisant un No 4 Mk I (T) en .303.

Pendant les deux guerres mondiales et la guerre de Corée, nombre de Lee Enfield sont modifiés pour être utilisés comme armes de tireur d'élite. 
L'armée australienne modifie 1 612 Lithgow SMLE no 1 Mk. III* en ajoutant un canon lourd, un appuie-joue et une lunette datant de la Première Guerre mondiale créant ainsi le SMLE no 1 Mk. III* (HT). (HT signifiant Heavy Barrel, Telescopic Sight - Canon Lourd, Lunette télescopique), Il sert pendant la Seconde Guerre mondiale, la guerre de Corée et les événements en Malaisie. Il est utilisé pour l'entraînement des tireurs d'élite jusqu'à la fin des années 1970. Quelques exemplaires du SMLE no 1 Mk. III* (HT) de tireur d'élite auraient été utilisés à la fin de la guerre du Vietnam.[réf. nécessaire]
Pendant la Seconde Guerre mondiale, des fusils No 4 sont sélectionnés pour leur précision lors d'essais en usine. Ils sont modifiés par l'ajout d'un appuie-joue en bois et d'un support pour lunette télescopique No 32 de grossissement 3,5. Au départ, cette lunette téléscopique est destinée au fusil-mitrailleur Bren mais le projet n'est pas mis en œuvre. Aussi, le stock est donc récupéré pour équiper les Mk4 des tireurs d'élite.
Les spécifications en matière de précision est la capacité de mettre sept coups sur sept dans un cercle de cinq pouces (12,7 cm) à 200 yards (183 m). L'appuie-joue en bois est fixé par des vis en laiton. La hausse arrière est arasée pour permettre d'attacher la lunette de visée télescopique No 32 sur la partie gauche du récepteur. Chaque lunette est numérotée et affectée à un fusil spécifique. Ce type d'assemblage est modifiée en trois Marks, le Mk 1, introduit en 1942, le Mk 2 en 1943 et le Mk 3 en 1944. De nombreux Mk 3 et Mk 2/1 (Modèle Mk 2 modifié au standard Mk 3) sont modifiés ultérieurement pour chambrer la munition OTAN 7,62 × 51 devenant ainsi le fusil de précision L42A1. Ils sont connus sous le nom de Telescope Straight, Sighting (Lunette de visée télescopique droite) L1A1.
La production initiale est de 1 403 exemplaires produits entre 1931 et 1933 à la RSAF d'Enfield et chez d'autres fabricants comme Stevens-Savage à partir de fusils d'essai No 4 Mk. I. Ils sont convertis à la fin de 1941 jusqu'à la fin 1942. Puis, le travail est confié à Holland & Holland, le fameux fabricant d'armes de sport britannique qui convertit 260 000 No 4 Mk I (T) et No 4 Mk.I * (T) en fusils de précision. La conversion H&H ont le code du contra S51 sur la crosse. BSA Shirley entreprend la conversion de 100 fusils en .22. James Purdey & Sons leur adjoint des crosses spéciales ultérieurement. Environ 3 000 fusils, la plupart des Stevens-Savage, apparaissent avoir été partiellement convertis par Holland & Holland mais n'ont jamais reçu les supports et les lunettes de la version T. Le Canada convertit environ 1 500 fusils à l'arsenal de Long Branch. Ces fusils sont intensivement employés dans de nombreux conflits jusqu'à la fin des années 1960. Les militaires britanniques passent au 7,62 × 51 mm OTAN dans les années 1950 ; à partir de 1970, de nombreux No 4 Mk. I (T) de précision sont convertis à ce calibre et renommés L42A1.
Le L42A1 continue d'être employé comme fusil de précision standard de l'armée britannique jusqu'en 1993 pour être remplacé par le fusil de précision Accuracy International's L96.

### Fusils d'instruction en calibre .22
Nombre de Lee–Enfield ont été convertis en fusil d'instruction au calibre .22 afin d'enseigner les rudiments du tir aux cadets et aux nouvelles recrues, comme la sécurité des armes, le tir de précision tout en réduisant les coûts. Ce sont généralement des fusils à un coup utilisant à l'origine des canon à tir réduit chambré pour le .22L, cartouche économique, ou pour d'autres calibres plus grands, aux alentours de 1907. Quelques-uns sont modifiés ultérieurement avec des adaptateurs spéciaux pour permettre l'approvisionnement en cartouches à partir du chargeur. La plupart de ces transformations sont exécutées d'abord par  A.G. Parker & Co. Ltd, puis directement par l'arsenal d'Enfield qui produit des canons en .22 et des culasses spécifiques à partir de 1914. Elle devient la conversion la plus commune. 
Au début, les fusils résultent de la conversion de Lee-Metford et de Lee-Enfield obsolètes,. À partir du 24 mai 1915 des SMLE sont recalibrés sous le nom de .22 Pattern 1914 Short Rifles (Fusil court modèle 1914 en .22). 
En avril 1916, trois modèles sont distingués, le .22 Pattern 1914 Short Rifles No 1 pour les fusils déjà recalibrés, le .22 Pattern 1914 Short Rifles no 2 pour ceux qui seront désormais recalibrés et le Rifle, long, .22-inch, R.F., pattern 1914 pour les armes recalibrées à partir des Long Lee-Enfield (LLE).
En 1918, un nouveau modèle indifférencié est adopté, le 22 short rifle Pat 1918 et à partir de 1921, le modèle .22 short rifle Mk IV (rifle No 2 MkIV*) 1921.
De même, à l'issue de la Deuxième Guerre mondiale, des fusils dérivés du Lee-Enfield Mk 4 sont recalibrés,. ː
- Rifle C No 7 MkI (canadien), version d'instruction du no 4 Mk I* fabriqué à Long Branch[55]
- Rifle No 7 MkI
- Rifle No 8
- Rifle No 9

répandus dans l'ensemble du Commonwealth pour l'instruction et la compétition.
Un fusil à cinq coups « Parker-Hiscock » à chargeur est aussi développé et mis en service pendant une période relativement courte à la fin de la Première Guerre mondiale, mais il est retiré en raison de défauts de fiabilité dus à un système de chargement et d'alimentation trop compliqué,. Les fusils no 2 Mk. IV sont extérieurement identiques au SMLE Mk III* en .303, la seule différence réside dans le calibre du canon en .22, le chargeur, la tête d'extraction qui sont modifiés pour pouvoir tirer la cartouche à percussion annulaire de calibre .22.

### Les fusils à âme lisse
Un certain nombre de fusils ont été convertis en armes à âme lisse pour diverses raisons, en divers endroits et à différents moments.
La SAF Lithgow, en Australie, produit des fusils de chasse basée sur le système du Mk. III sous le nom de Slazenger et qui tire une munition commerciale ordinaire pour fusil de chasse de calibre .410. Des fabricants convertissent aussi le Mk. III et le No 4 en fusil de chasse calibre .410. Ces conversions sont favorisées par la législation sur les armes qui rend la possession d'armes de guerre qui chambrent des munitions militaires à la fois coûteuse et difficile. La possession de fusils à âme lisse est bien plus facile à obtenir.
RFI, en Inde, convertit un grand nombre de Mk. III en fusils à un coup, chambrés pour la munition de maintien de l'ordre de calibre .410. Ces fusils convertis sont destinés à la police et aux gardiens de prison avec une puissance et une portée beaucoup plus réduite par rapport à la munition de .303. En outre, il est pris en compte la difficulté de trouver des munitions de remplacement au cas où l'arme soit volée ou que son détenteur déserte.
Alors que les conversions britanniques et australiennes étaient au calibre standard commercial .410 (bien que les chambres puissent être de longueurs différentes) les conversions indiennes sont la source d'une grande confusion.
À l'origine, les conversions indiennes sont chambrées pour le .410 indien, qui est basé sur le .303 britannique et ne peut chambrer la munition de .410 ordinaire. Nombre de ces fusils sont rechambrés après avoir été vendus comme surplus et peuvent être utilisés avec des munitions du commerce. Les fusils non modifiés demandent un chargement manuel parce que la cartouche de .410 indien n'est pas en vente sur le marché et n'a pas été fabriquée depuis les années 1950.

### Conversions civiles et variantes
De nombreuses tentatives ont été faites pour convertir les différents modèles de fusils à un coup au calibre .410 en un modèle de fusil à répétition à verrou en ôtant le faux chargeur en bois et en le remplaçant par le chargeur standard à 10 coups du SMLE. Aucun d'entre eux n'est réputé avoir été un succès. Certains détenteurs ont adapté un chargeur de trois coups destinés aux fusils de chasse Savage & Stevens sur le SMLE converti. D'autres ont même placé ce chargeur dans le magasin du SMLE dûment aménagé.
À partir de la fin des années 1940, la législation du comté de New South Wales en Australie restreint drastiquement l'usage du calibre .303 britannique et d'autres calibres militaires. Un grand nombre de SMLE sont alors convertis en calibres wildcat comme le .303/25, .303/22 ou .303/270 ainsi que dans le calibre populaire 7,7 × 54 mm. Le calibre 303/25 adapté aux SMLE pour en faire des fusils de sport sont très communs en Australie aujourd'hui bien que la munition soit devenue très rare depuis les années 1980. Les restrictions relatives aux calibres militaires dans le comté de New South Wales ont été levées en 1975 et beaucoup de détenteurs qui avaient convertis leurs Lee-Enfield en calibre wildcat l'ont recalibré en .303 britannique. Après la Seconde Guerre mondiale, la SAF Lithgow convertit un certain nombre de SMLE en fusil de sport du commerce, en particulier en .22 Hornet sous la marque Slazenger.
Au début des années 1950 la compagnie Essential Agencies Ltd. (EAL) de Toronto en Ontario produit une série de plusieurs milliers de fusils de survie basés sur le fusil No 4, mais allégé et raccourci, chambré en .303 britannique. Les numéros de série en dessous de 6 000 sont destinés au marché civil, et en dessus de 6 000 sont réservés au gouvernement canadien. La Royal Canadian Air Force l'utilisent comme arme de survie dans les parties reculées du Canada.

### Le fusil de démonstration L59A1
Le L59A1 est une conversion du fusil No 4 de tous les Mk. en fusil de démonstration c'est-à-dire pour l'exercice sans tir, pour le parcours du combattant et pour l'ordre serré. Il ne peut pas être retransformé en fusil bon de guerre. Il est mis en service dans les années 1970. Un cahier des charges pour la conversion de fusils No 1 en L59A22 est préparé mais il est abandonné en raison du rapport entre un prix d'usinage important et le nombre de fusil nécessaires pour équiper les unités de cadets.
Le L59A1 est né de la préoccupation du gouvernement quant à la vulnérabilité des stocks d'armes l'Army Cadet Force (Force des Cadets de l'armée de terre) et de la Combined Cadet Force (CCF - Force de cadets interarmées) vis-à-vis des terroristes, notamment de l'IRA qui avait attaqué des armureries de la CCF dans les années 1950 et 60. Des conversions précédentes pour le drill n'ont pas été considérées comme suffisamment neutralisée pour ne pas être rétablies dans leur état primitif ou ne pas servir de réservoir de pièces détachées.
Les fusils L59A1 de démonstration sont neutralisés par des modifications importantes qui comprennent :
- un canon soudé au niveau de la boite de culasse ;
- la suppression de la structure de soutien des rampes de verrouillage de la culasse sur la boite de culasse ;
- l'impossibilité de monter une culasse non-modifiée ;
- la suppression de l'extrémité du percuteur ;
- le rebouchage du trou du percuteur dans la tête de culasse ;
- la suppression d'une grande partie des rampes de verrouillage sur le corps de la culasse.

La plupart des culasses sont plaquées au cuivre pour identification. Un bouchon est soudé à l'avant de la chambre. La crosse et le fût sont marqués avec de larges bandes de peinture blanches et les lettres DP (Drill purpose = n'utiliser que pour la démonstration) en noir pour faciliter l'identification.

### Fusil automatique Charlton
Un petit nombre de fusils Lee-Enfield ont été construits ou convertis pour expérimenter des systèmes de chargement automatique, comme le modèle Howell britannique et le modèle Rieder sud-africain. Celui le plus connu est le fusil automatique Charlton conçu par le néo-zélandais Philip Charlton en 1941. Il est conçu pour être un substitut au fusil mitrailleur Bren et aux mitrailleuses Lewis dont la rareté devient chronique à l'époque. 
Au cours de la Seconde Guerre mondiale, une grande partie des forces terrestres néo-zélandaises sont déployées en Afrique du Nord. Lors de l'entrée en guerre du Japon en 1941, la Nouvelle-Zélande se trouve dépourvue des mitrailleuses légères qui seraient nécessaires pour assurer la défense locale en cas d'invasion des Japonais. Le gouvernement néo-zélandais finance donc le développement d'un dispositif de chargement automatique pour le fusil Lee–Enfield. Le résultat final est le fusil automatique Charlton (basé sur le MLE obsolète). Il est distribué aux unités de la Garde en Nouvelle-Zélande à partir de 1942. Plus de 1 500 conversions sont faites, y compris une poignée par Electrolux en utilisant des fusils Lithgow SMLE Mk III.

## L'unité collective du Lee-Enfield

### Baïonnettes

#### Baïonnette Pattern 1888
À l'origine, le Lee Enfield hérite de la baïonnette du Lee-Metford.  Lorsque la baguette de nettoyage est supprimée en 1888, le trou prévu dans la poignée de la baïonnette pour la laisser passer disparaît.

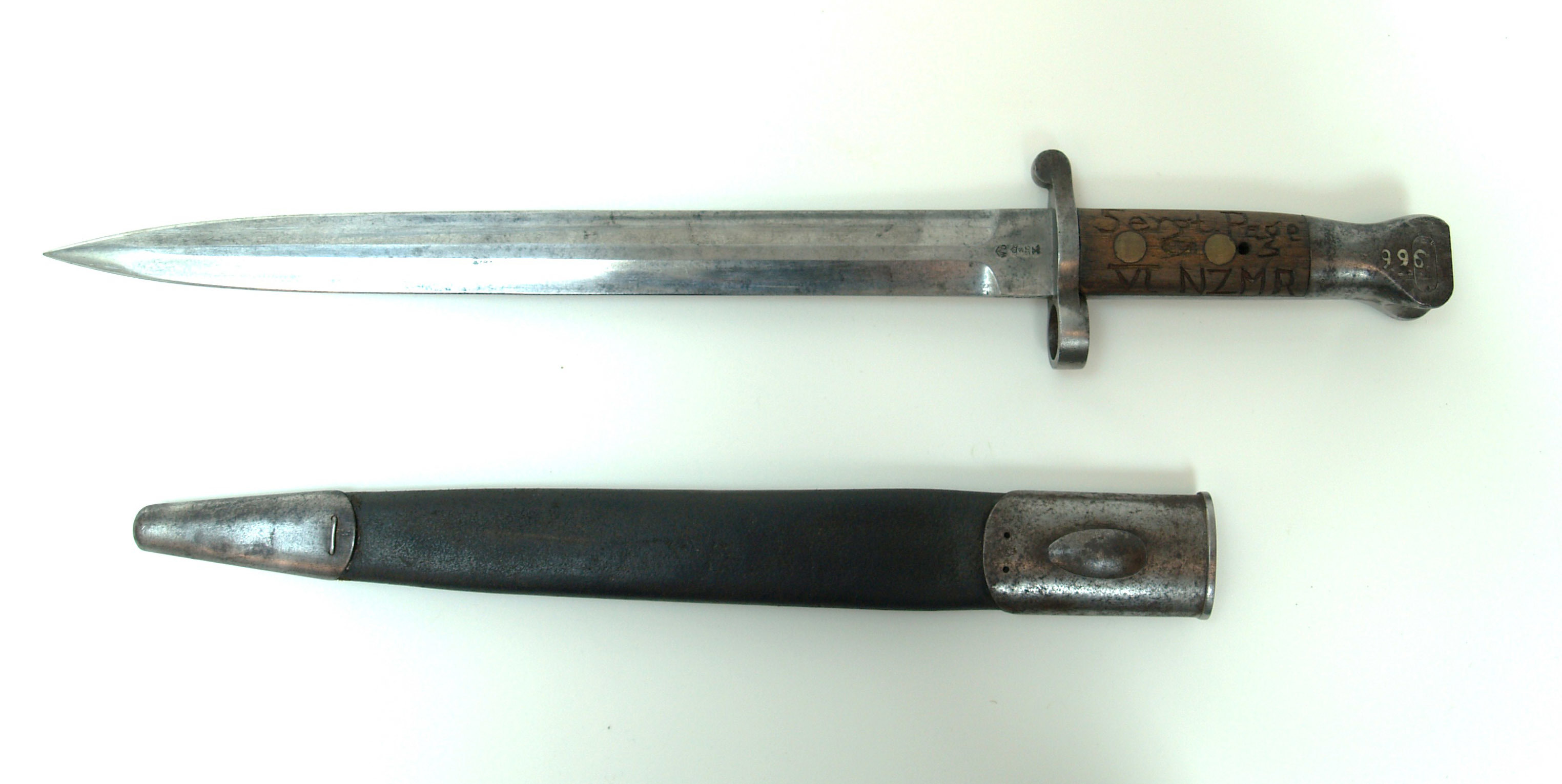
Baïonnette Pattern 1888

#### Baïonnette Pattern 1903
La baïonnette Pattern 1903 combine la lame de la baïonnette P-1888 avec une nouvelle poignée. Elle disparaît avec l'adoption du SMLE en 1907. Certain P-1888 sont reconvertis en P-1903.

#### Baïonnette Pattern 1907
Puis, lorsque le SMLE est adopté en 1907, un baïonnette rallongée pour compenser le raccourcissement de l'arme de 13 cm est choisie. Elle se décline en trois modèles, le premier avec un quillon inférieur, le deuxième, le plus commun, sans quillon officiellement supprimé en 1913.

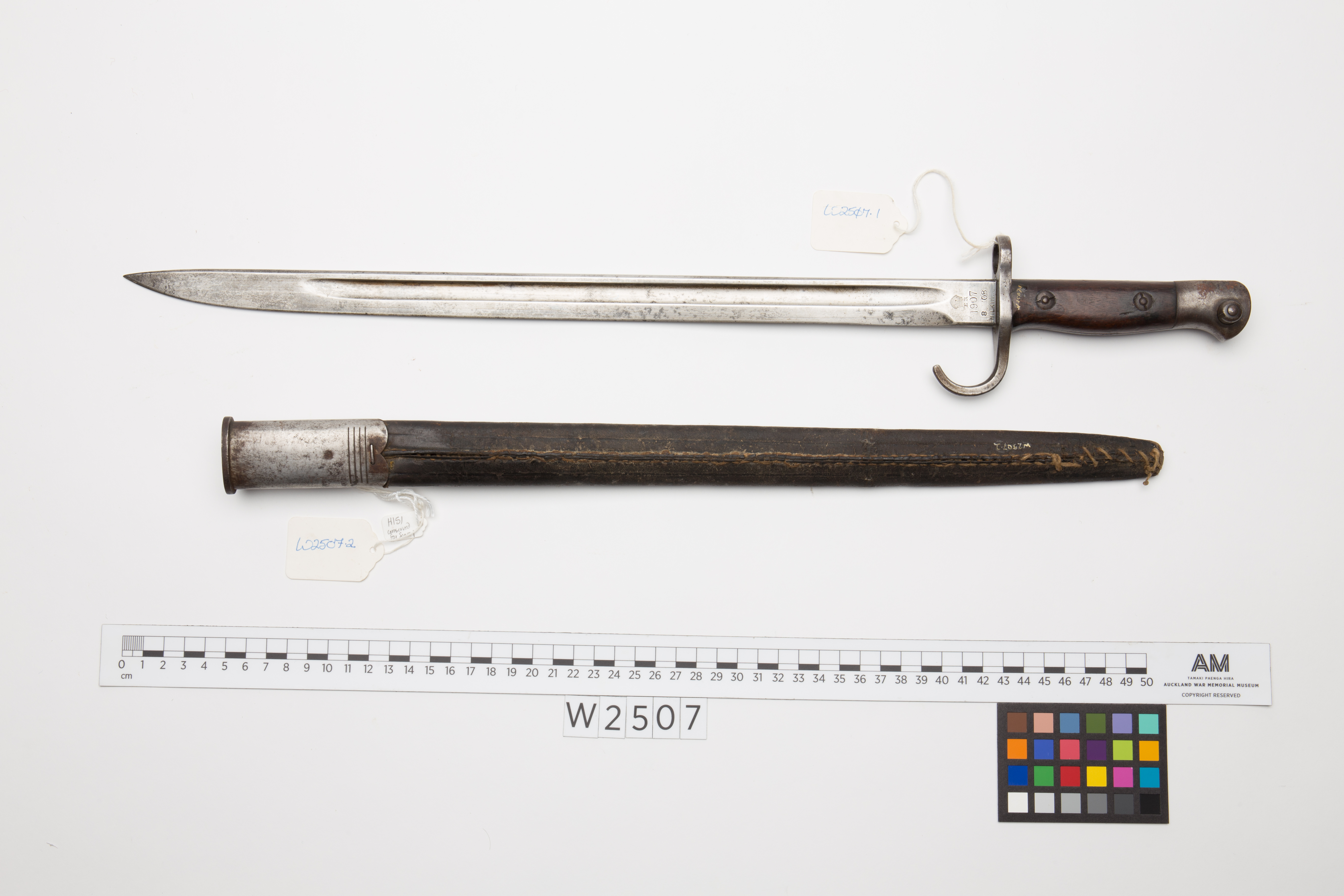
Baïonnette Pattern 1907 avec quillon

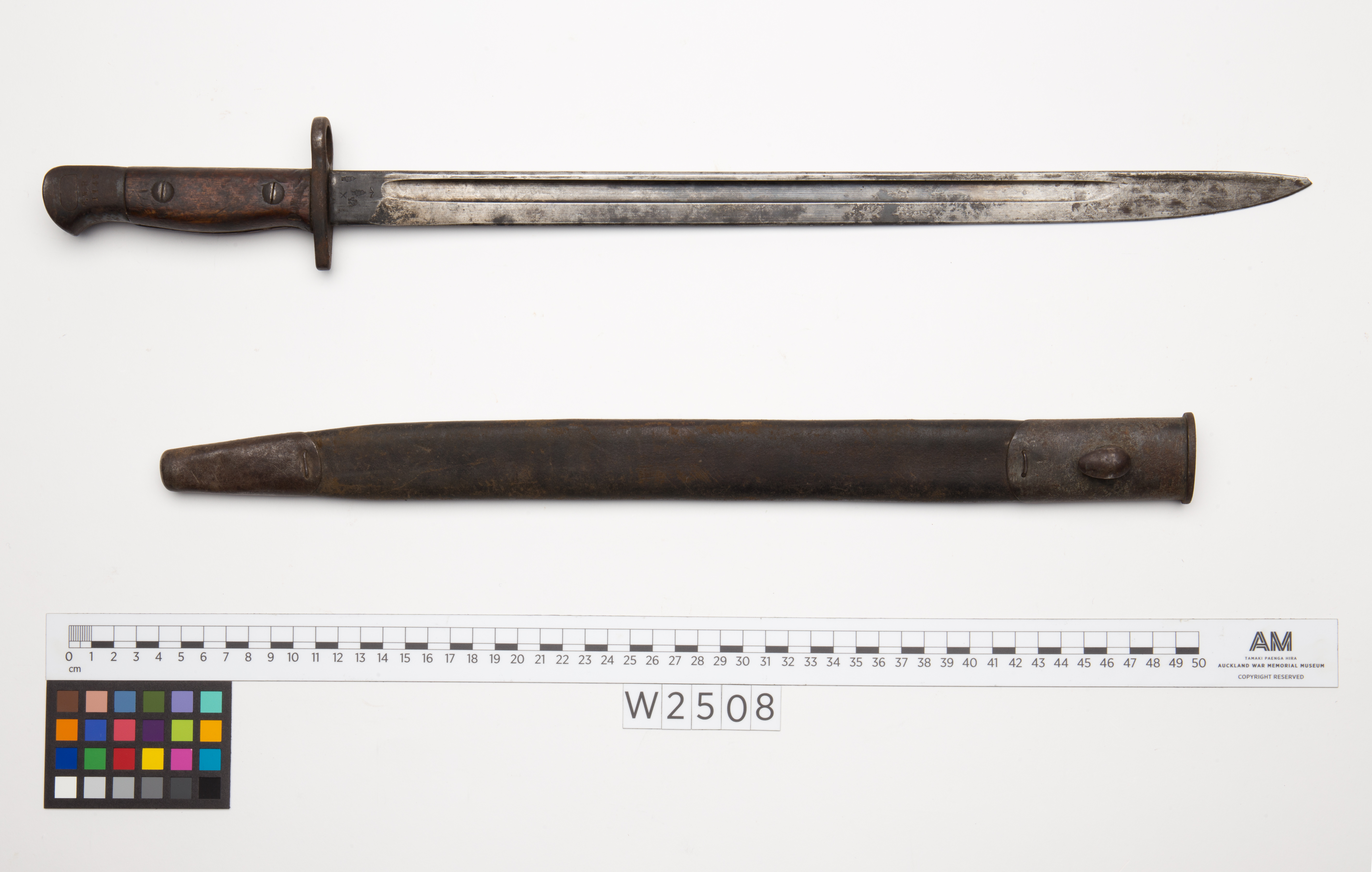
Baïonnette Pattern 1907 sans quillon

#### BaïonnetteNo4Spike Bayonet
La baïonnette No 4 est une baïonnette à douille sans poignée. Elle est issue d'une vingtaine d'années d'essai. Elle est approuvée en novembre 1939 avec l'adoption du Lee-Enfield No. 4 Mk. I. En raison de sa simplicité, sa production est lancée. 5 millions sont produites au total.

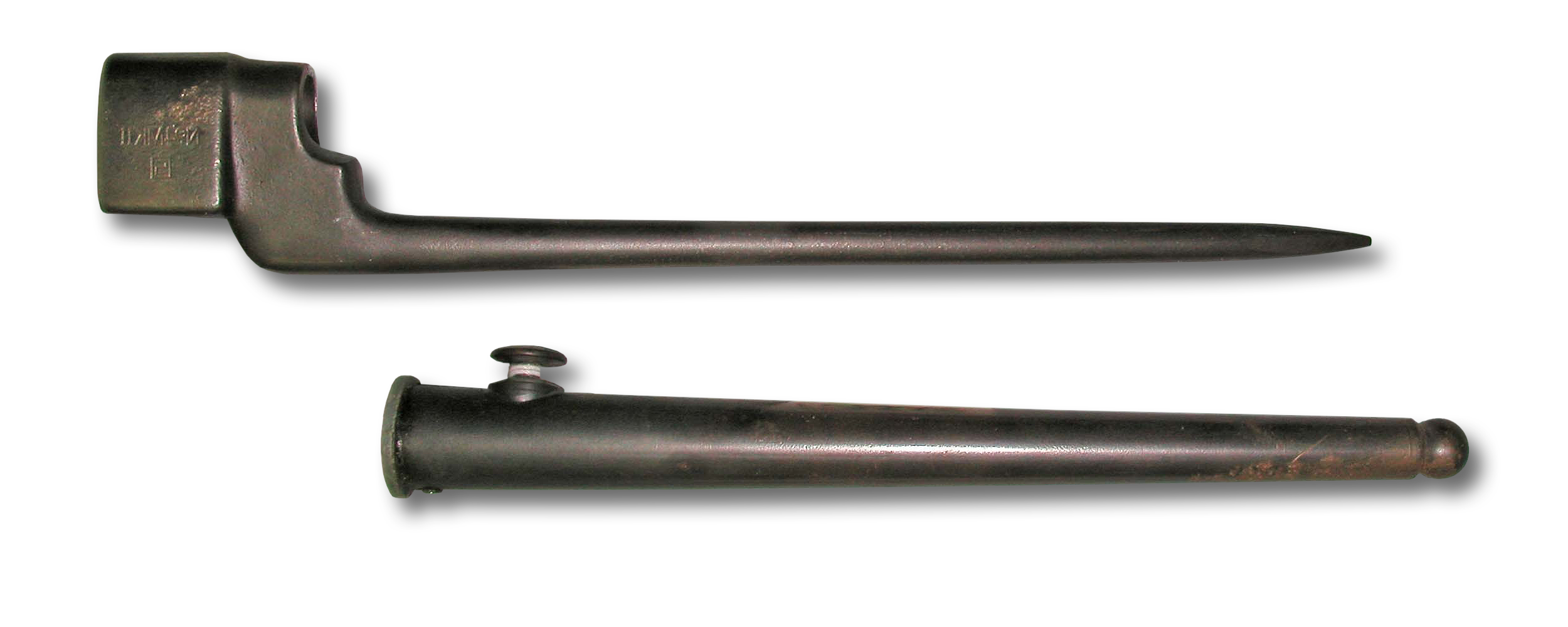
Baïonnette No 4

Elle est déclinée en quatre modèles ː

#### Mk I
La Mk I possède une lame cruciforme bronzée. Le fourreau tronconique est en tôle peinte. Il est porté porté au ceinturon à l'aide d'un passant en web.

#### Mk II
La lame est cylindrique et le fourreau est en matière plastique noire avec une chape métallique.

#### Mk III
La douille est formée d'éléments emboutis puis soudés. Le fourreau est en plastique noir avec une bouche en aluminium.

#### BaïonnetteNo5Mk I
Conçue pour le Fusil No 5 Mk I, elle s'adapte aussi au pistolet-mitrailleur Sterling

#### BaïonnetteNo7Mk I/L
La baïonnette No. 7 Mk. I/L est une arme très innovative mais aussi au dessin très complexe. Elle est destinée au Lee Enfield No 4 et au pistolet mitrailleur Sten Mk 5. Elle a pour vocation de remplacer la baïonnette no 4 et de prendre en compte les avantages de la baïonnette No 5 Mk I. De fait, elle n'est pas produite en masse car elle s'avère peu pratique. Aussi, elle ne sert qu'avec le fusil No 4 pour des services de cérémonies.

#### BaïonnetteNo9Mk I
La baïonnette No 9 Mk I est adoptée après la guerre. Elle a pour vocation de remplacer la baïonnette No 4. Elle en emprunte la douille mais elle est constituée d'une lame à l'instar de la No 5. Elle est fabriquée en Grande-Bretagne et dans de nombreux autres pays équipés du .303.

### Les organes de visées
Les organes de visées sont de deux types, les organes standards et les lunettes à fusil.

### Les bretelles̈
À l'origine, la bretelle du Lee-Enfield est en cuir comme pour le Lee-Metford. Avec l'apparition des équipements Mills Mle 1908, cette bretelle est produite en forte sangle de coton style webbing et reste réglementaire jusqu'à aujourd'hui.

### Les brelages
Le Lee-Enfield est dans un premier temps accompagné par l'équipement en cuir Slade-Wallace adopté en1888 .
À l'entrée dans la Première Guerre Mondiale, les équipements en toile de type Mills Pattern 1908 sont distribués en masse. Il peuvent contenir une dotation initiale de 12 clips de 5 cartouches. Toutefois, parce qu'ils ne sont pas produits en quantité suffisante, le modèle en cuir Pattern 1914 vient le suppléer, notamment dans les unités dites "territoriales" c'est-à-dire de réserve.
Pendant la Deuxième Guerre Mondiale, le fusil Lee-Enfield est accompagné des brelages Mills Pattern 1937 et, pour les pays chauds, le Pattern 1944. Certaines troupes auxiliaires sont cependant équipées du Pattern 1939, copie et succédané du Pattern 1937 mais en cuir.  
Chez les cadets, le Lee-Enfield a pu être associé avec le Pattern 1958. 

### Les bandoulières de recomplètement
À l'instar des Américains, les Britanniques mettent à disposition des bandoulières en toile kaki consommables qui comprennent 5 poches contenant chacune un clip de cartouche de .303. 

### Le matériel de nettoyage
À l'origine, sur le Lee-Metford, il y a une baguette de nettoyage sous le canon. Celle-ci est supprimée en 1888. Avec le Mk 1, un ensemble de nettoyage qui comprend un huilier et un lavoir à ficelle est mis dans un logement creusé dans la crosse et accessible par une petite trappe sur la plaque de couche.